# Biserica fortificată din Cața

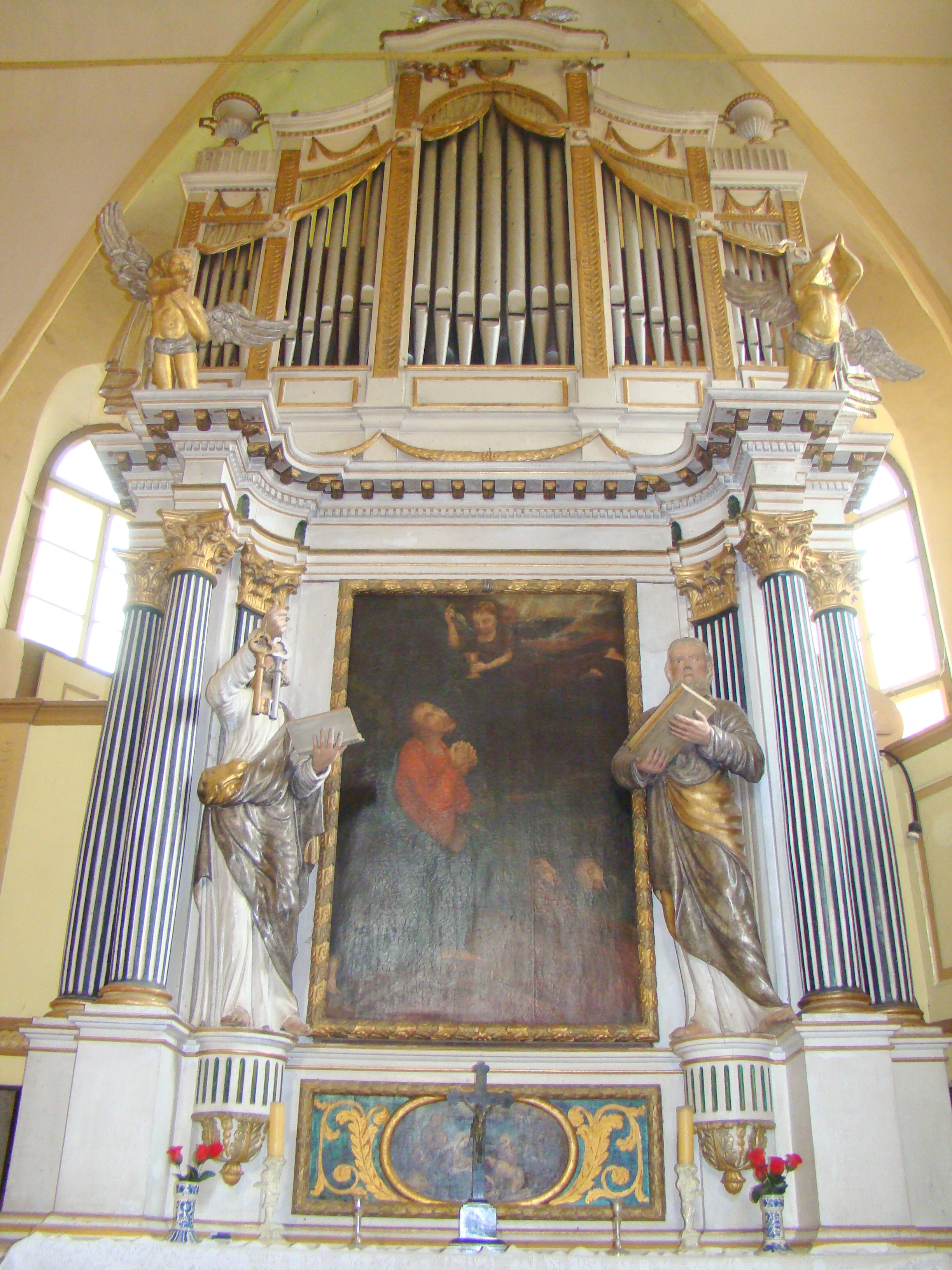
Altarul bisericii evanghelice din Cața

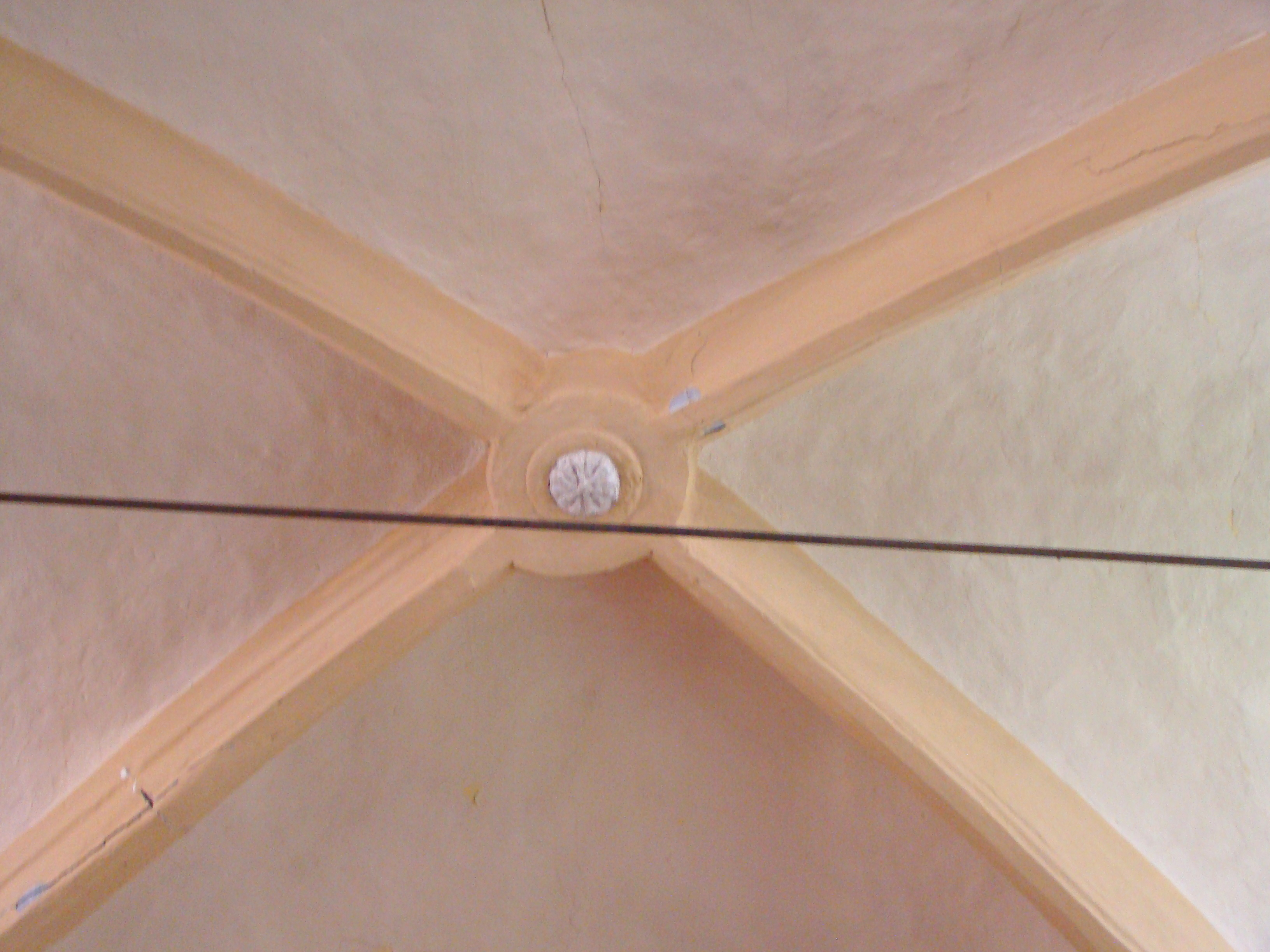
Cheie de boltă

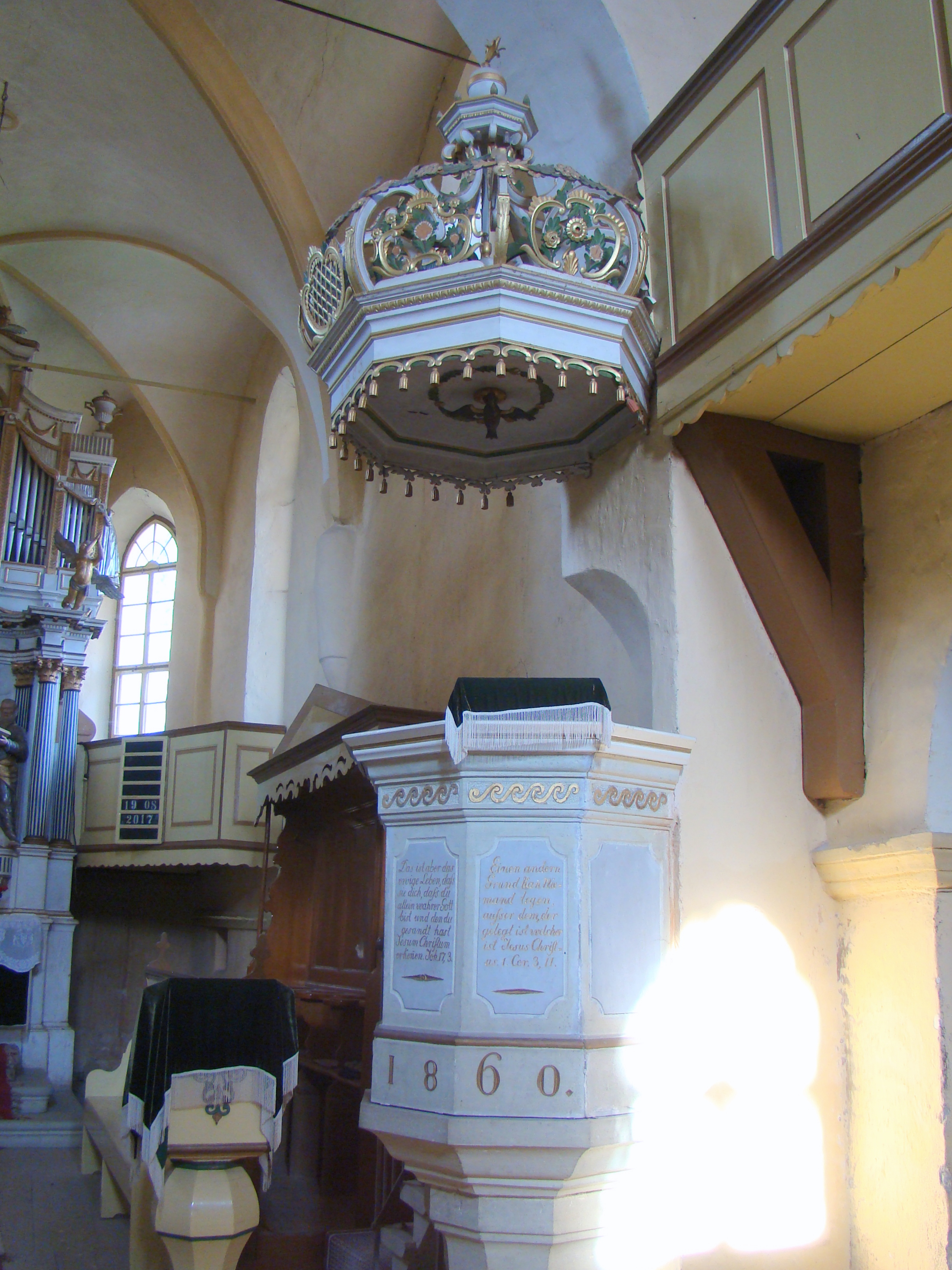
Amvonul

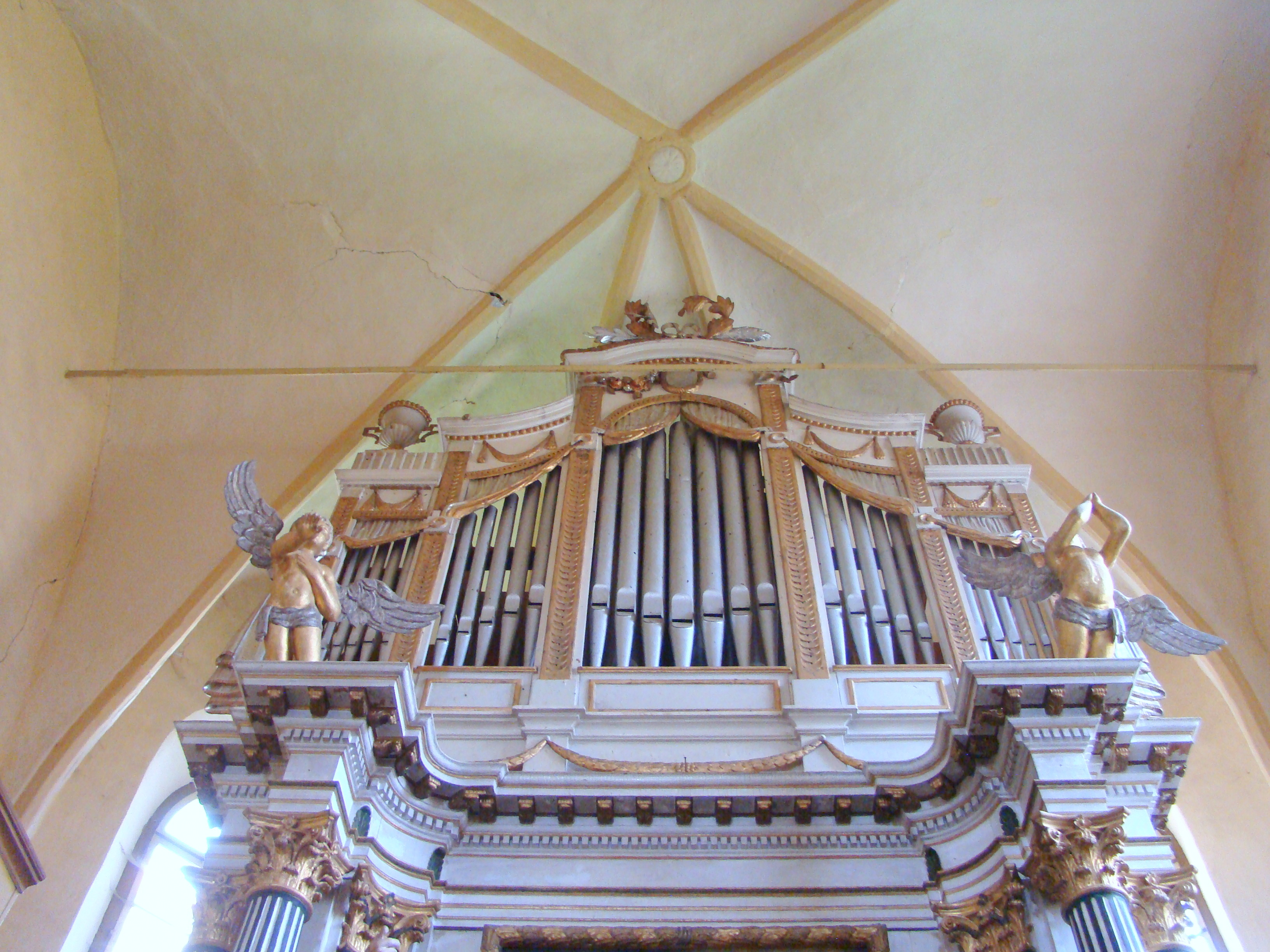
Orga bisericii evanghelice din Cața construită în anul 1931

Biserica evanghelică fortificată din Cața, comuna Cața, județul Brașov, a fost construită în secolul XIII pe baza unei vechi bazilici romane datată din secolul al XII-lea. Ansamblul bisericii evanghelice fortificate format din biserică, incinta fortificată și patru turnuri este monument istoric, cod LMI BV-II-a-A-11628.

## Descriere
La răscrucea din centrul satului Cața se găsește biserica fortificată evanghelică a comunității săsești din localitate. Biserica poartă hramul Sfântului Nicolae, ea fiind construită ca bazilică în stil romanic în secolul al XIII-lea. Ansamblul fortificat are prevăzute două incinte poligonale fortificate la o distanță de două secole. Cea interioară a fost datată în secolul al XV-lea și cealaltă în secolul al XVII-lea. La sfârșitul secolului al XV-lea, biserica a fost reconstruită cu structuri fortificate de apărare. Turnul vestic s-a prăbușit în anul 1894, el nefiind reconstruit. Altarul a fost datat în 1894, mobila în secolul al XIX-lea, orga în 1803 și amvonul în 1864.
Astăzi este conservat un turn pentagonal care are patru etaje. Pe acest turn care străjuiește intrarea, este inscripționat un text din secolul al XVII-lea: "O felices vos qui in pace de beilo ei in beilo de pace congitas" (Fericiți voi care vă gândiți în timp de pace la război și în timp de război la pace). Mai există de asemenea în ziua de astăzi și un Turn al Slăninei. Biserica fortificată a avut două ziduri de apărare întărite cu turnuri. Astăzi mai există, în total, trei turnuri în interiorul zidului precum și un turn cu amprentă pentagonală aflat în exteriorul incintei.

## Imagini din exterior

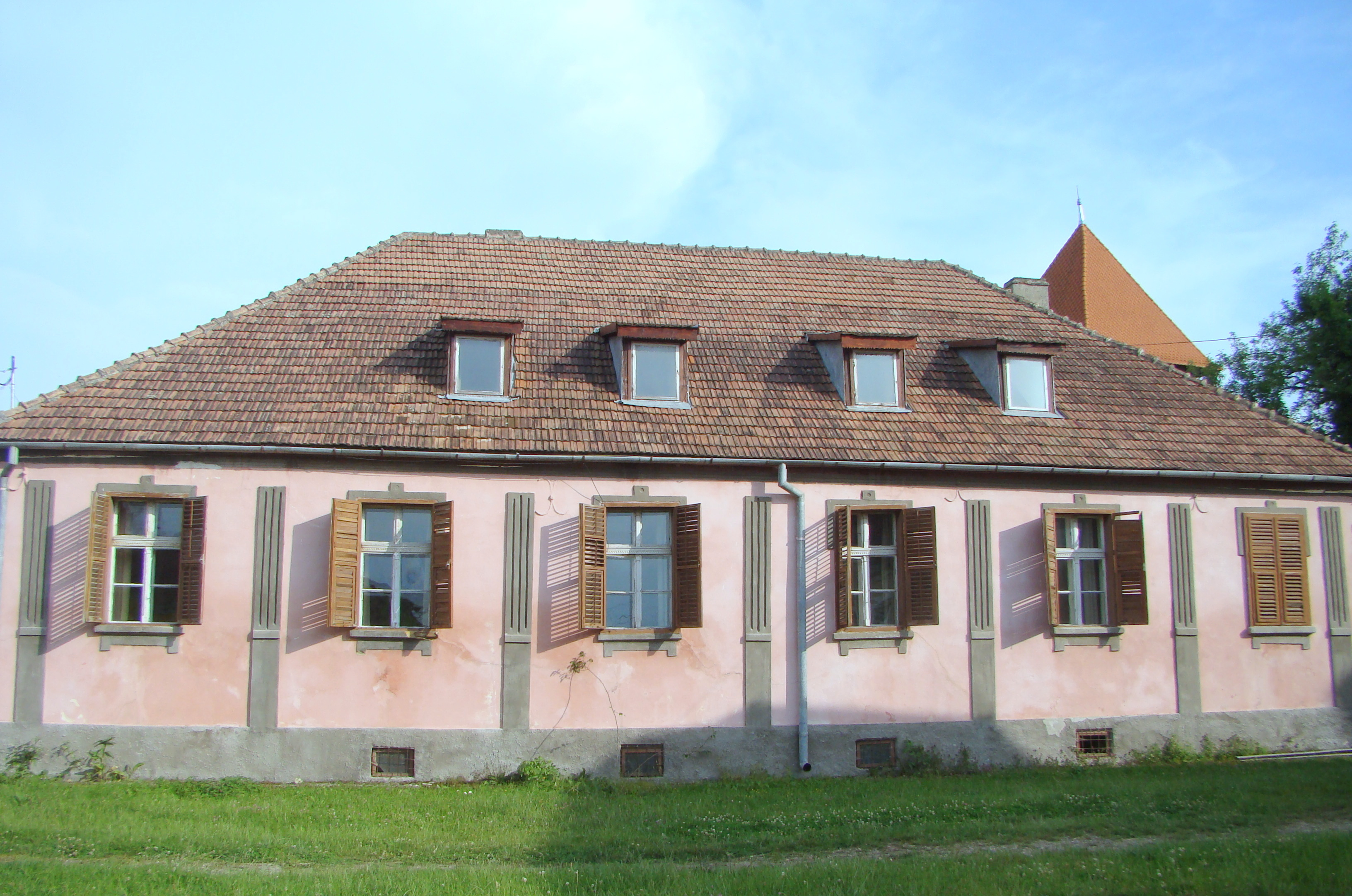
Casa parohială (monument istoric)
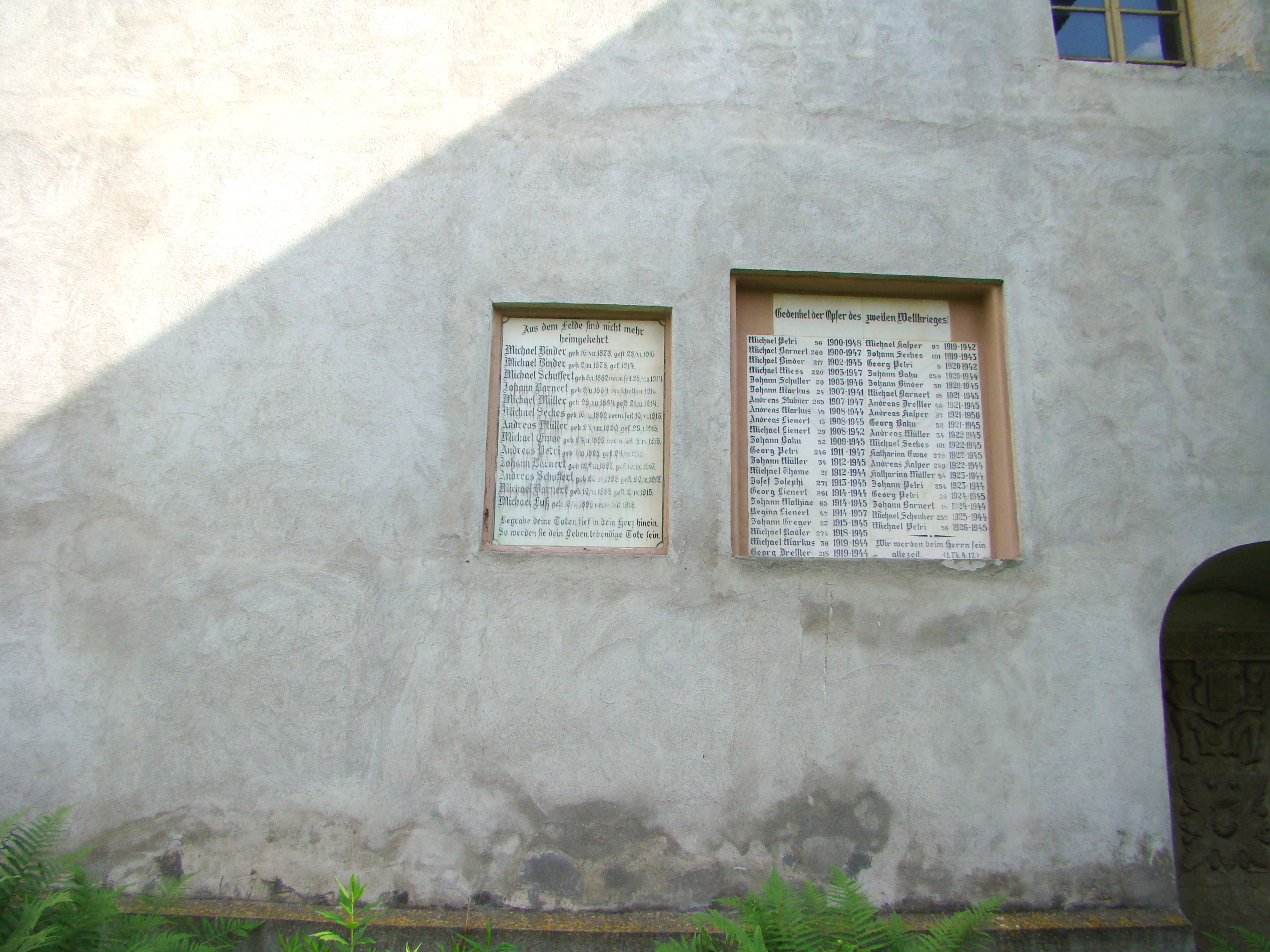
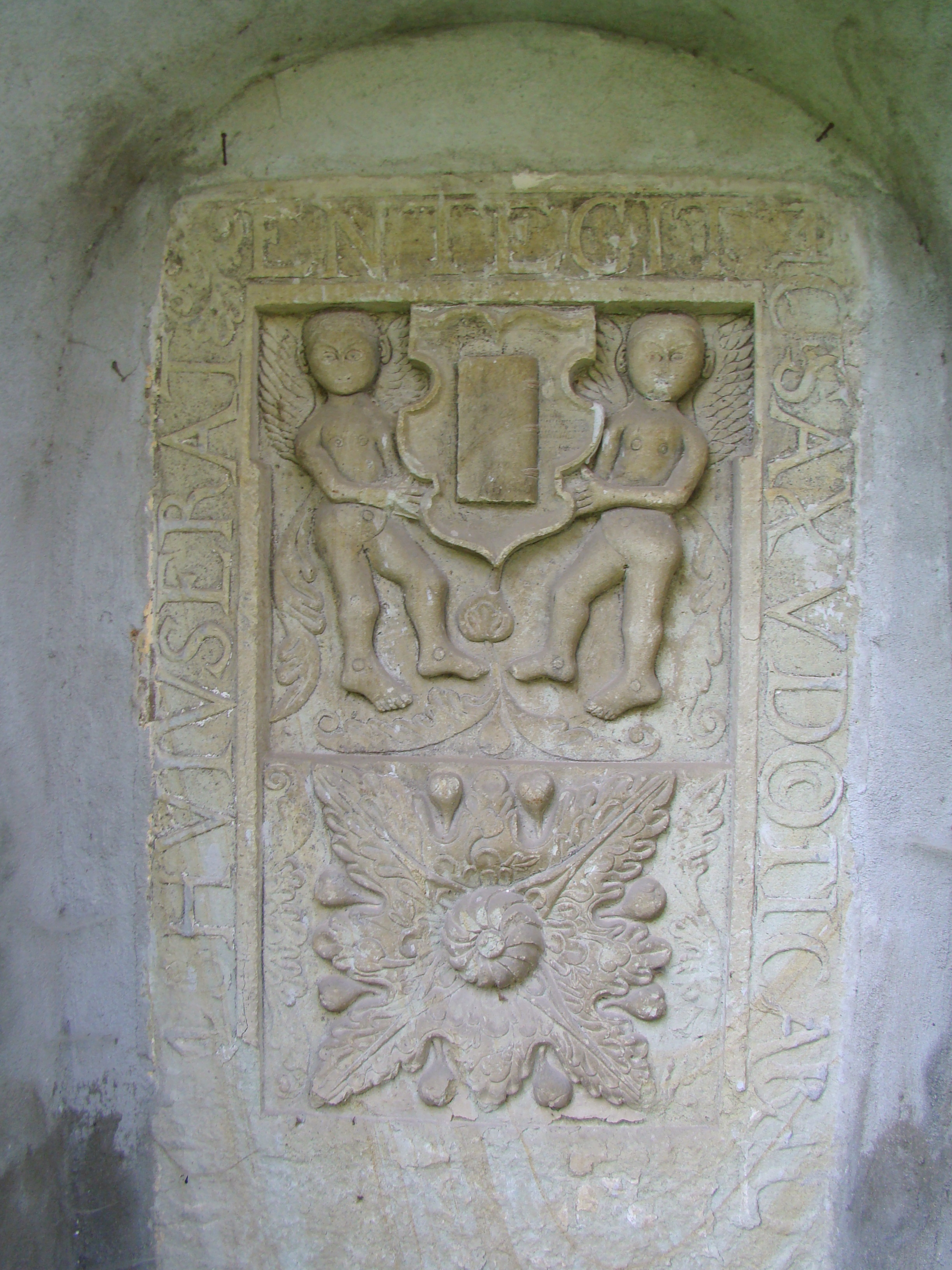
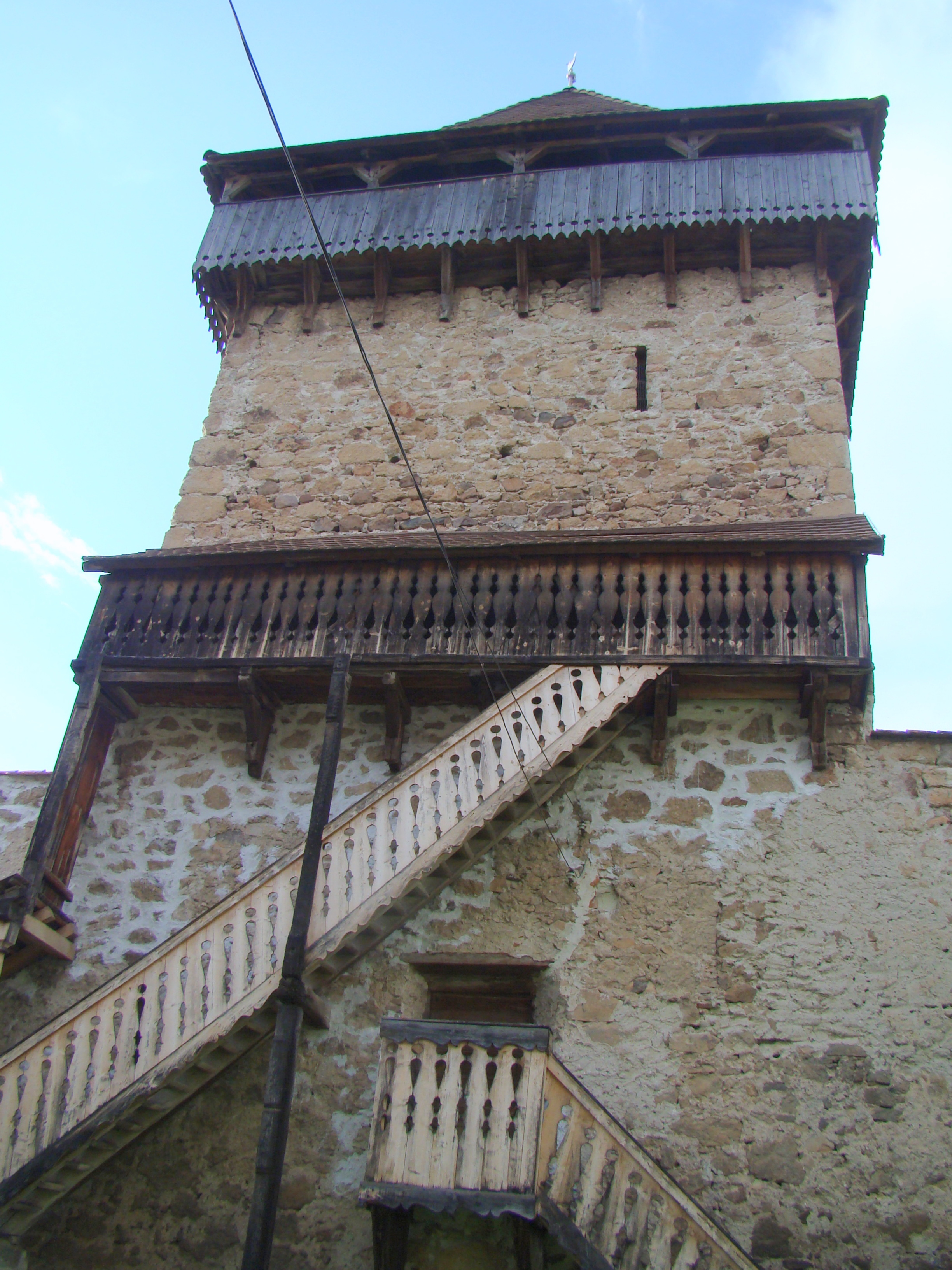
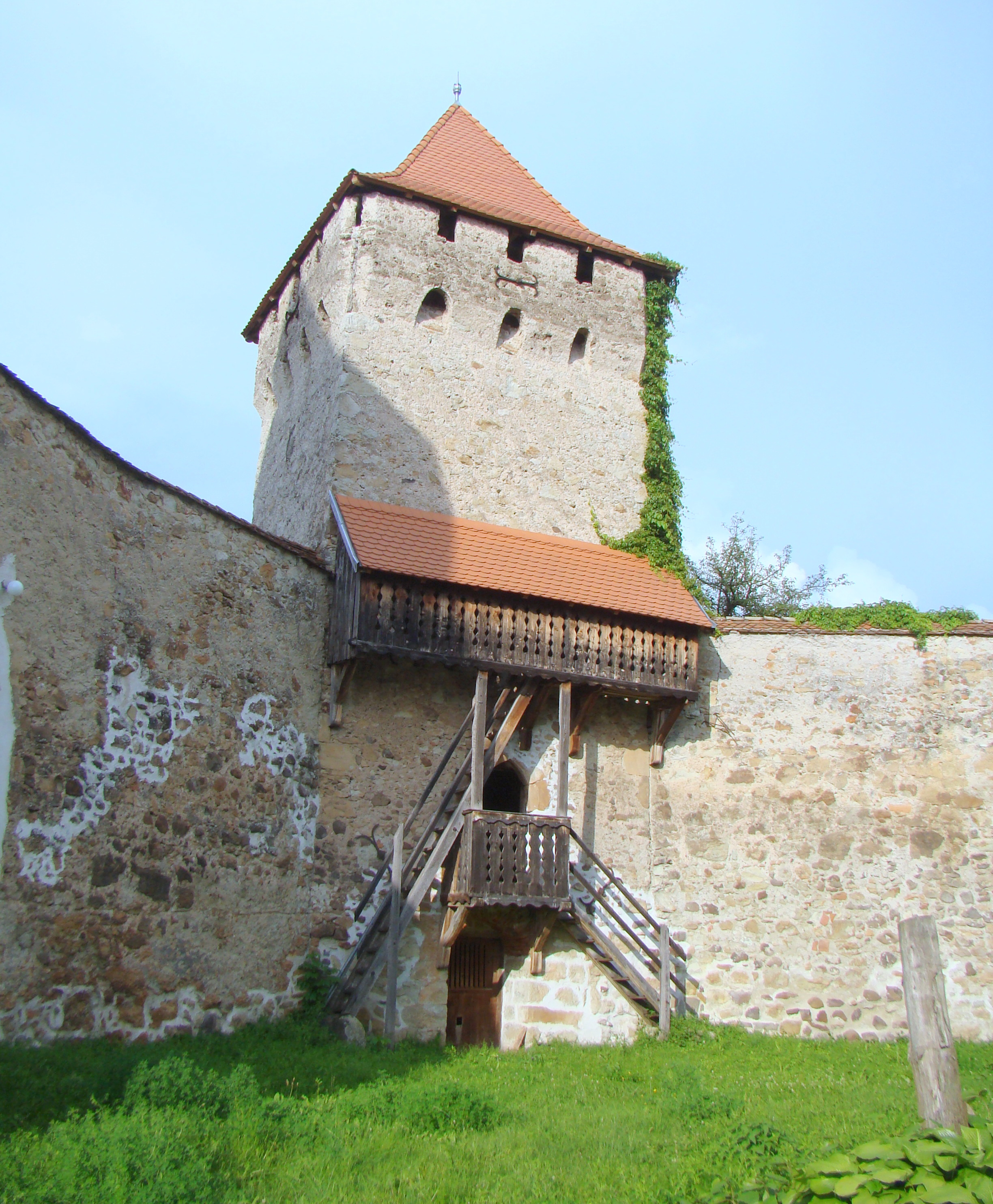
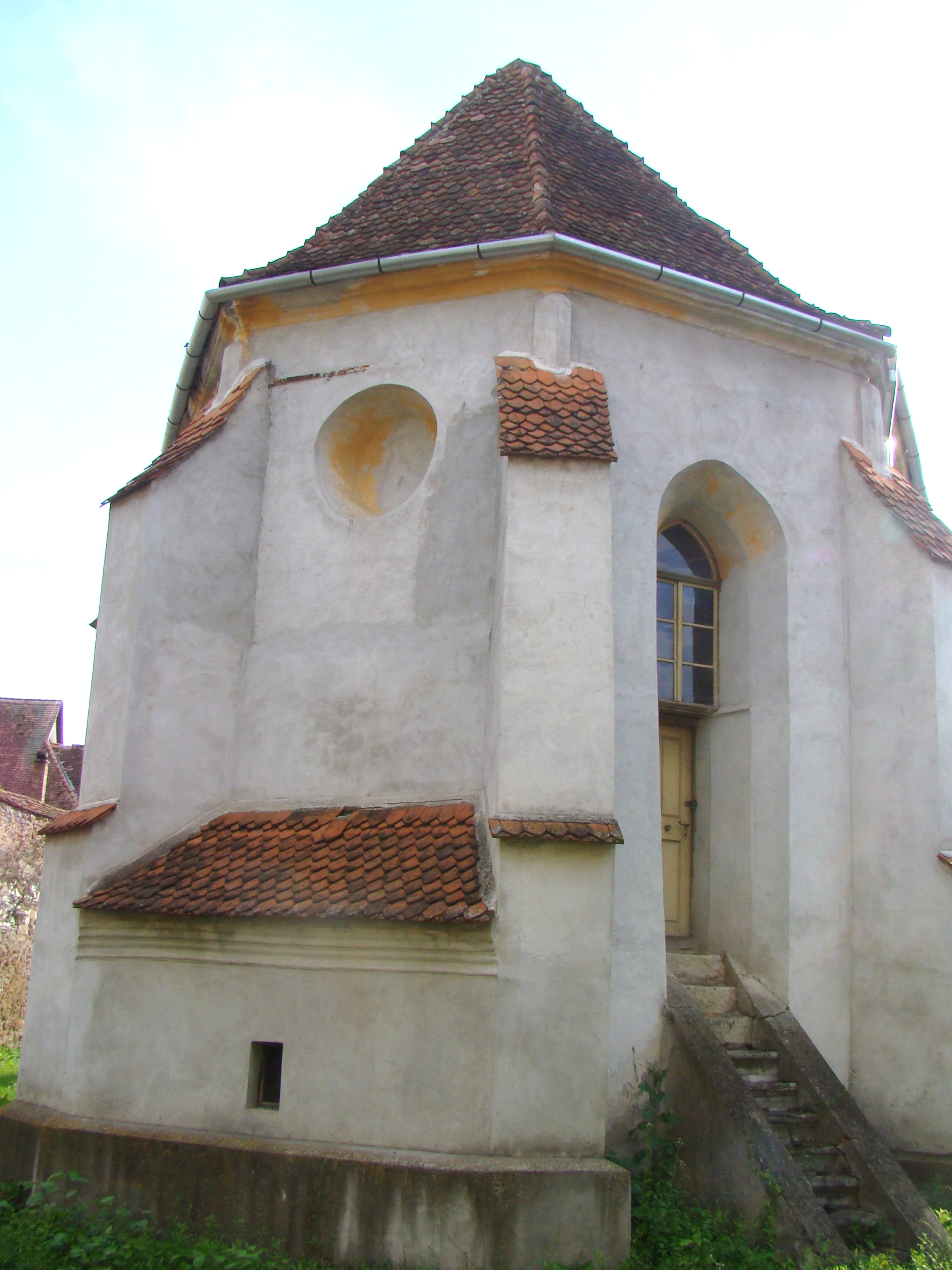
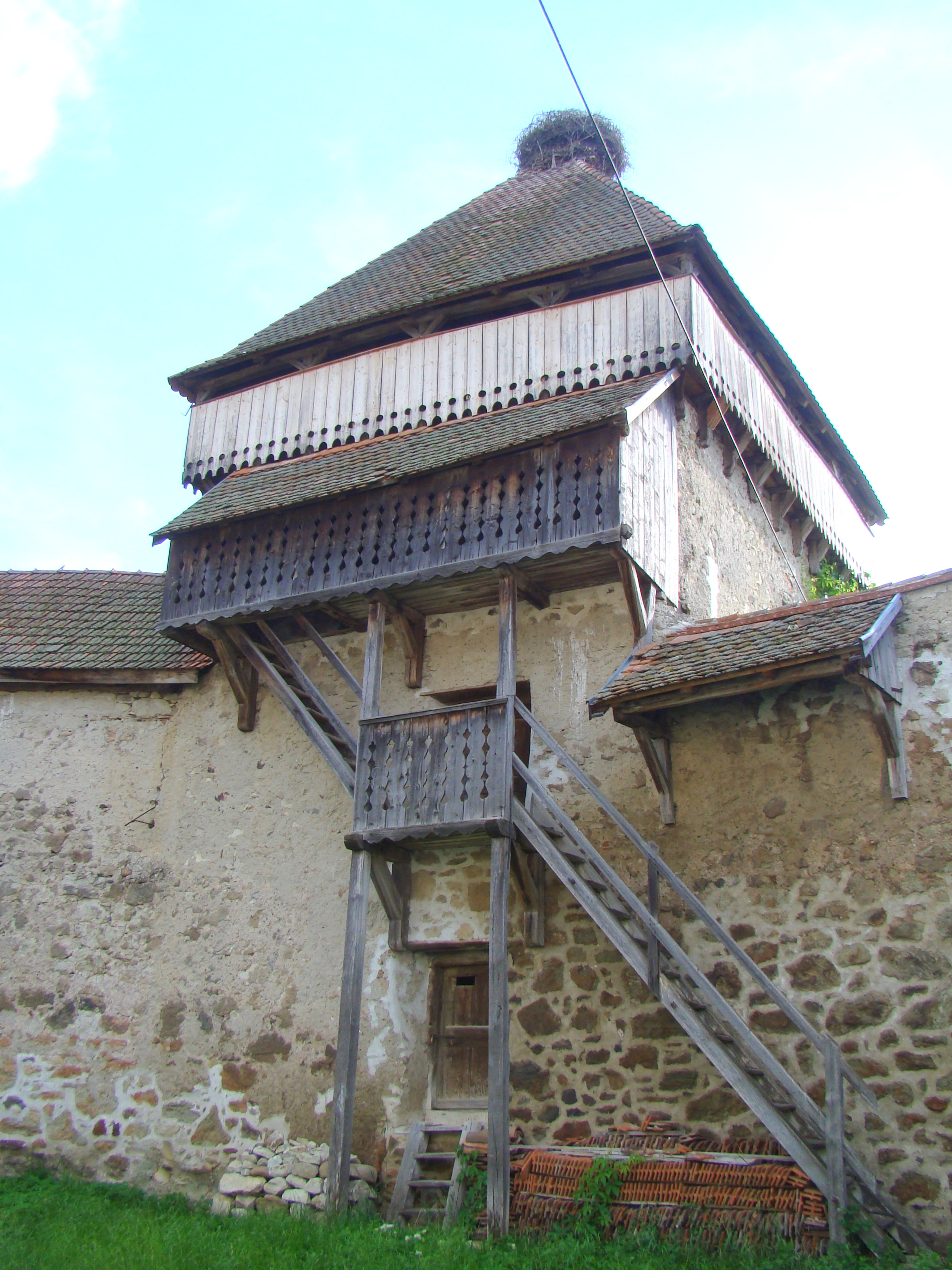
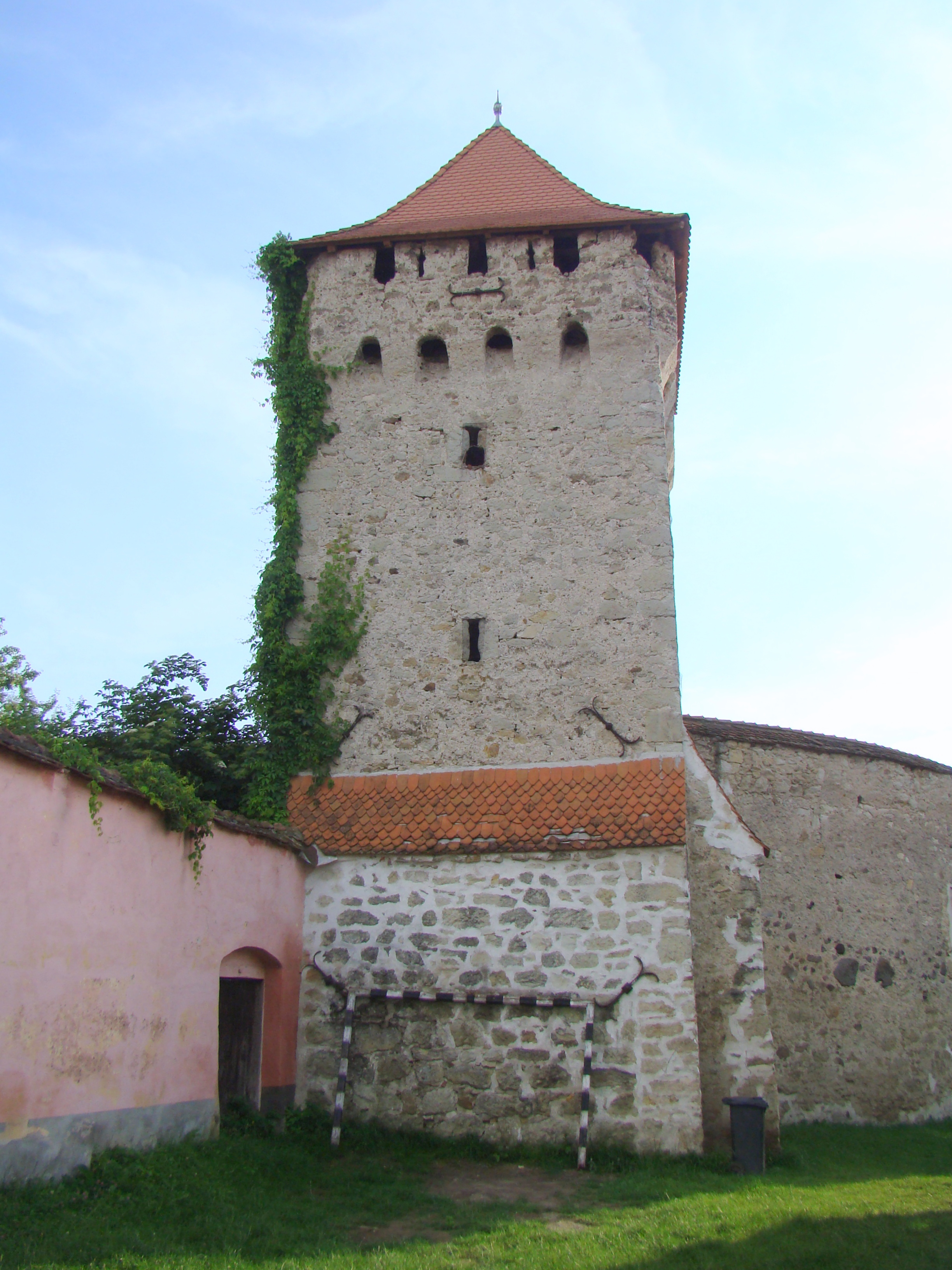
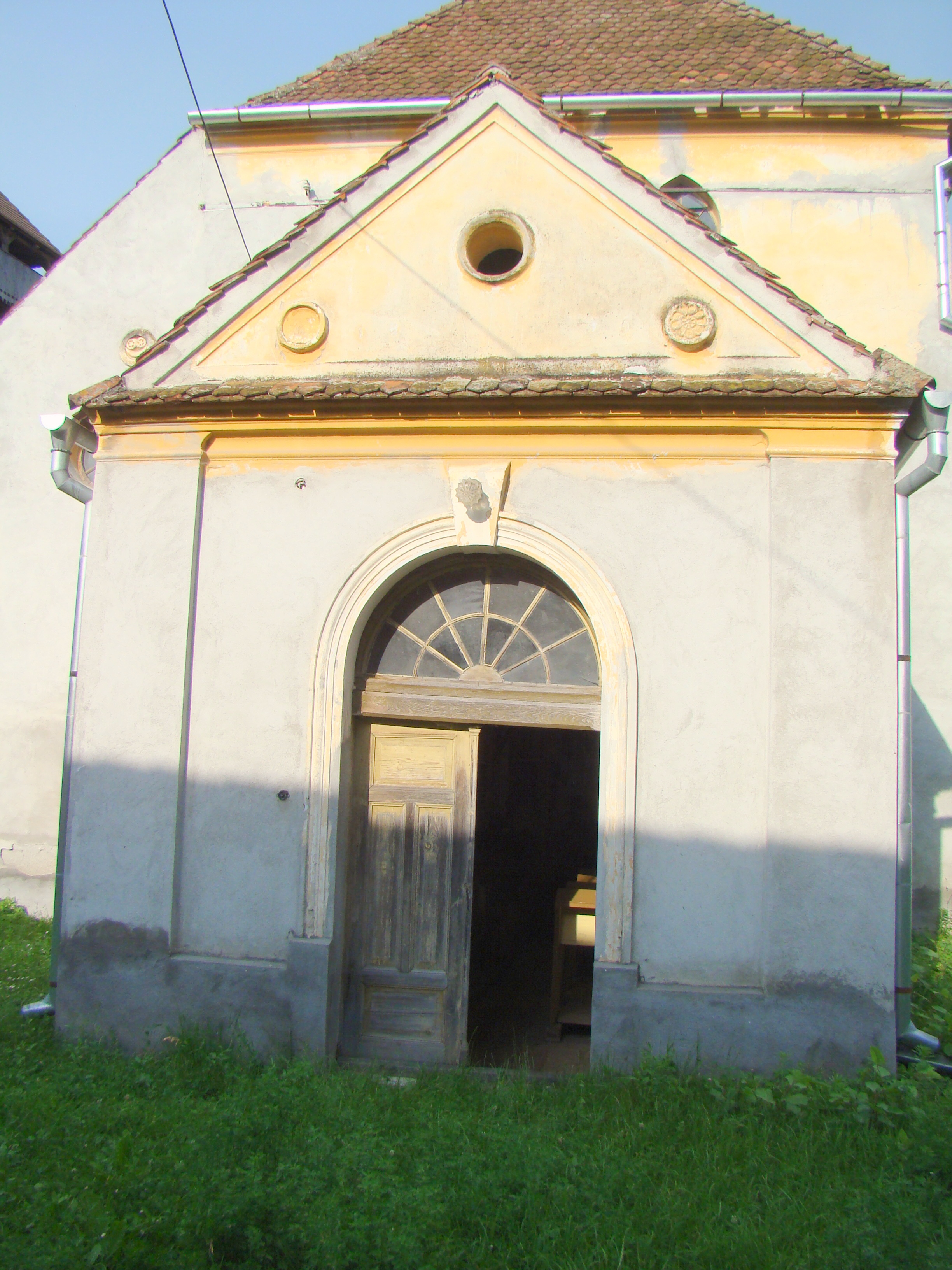
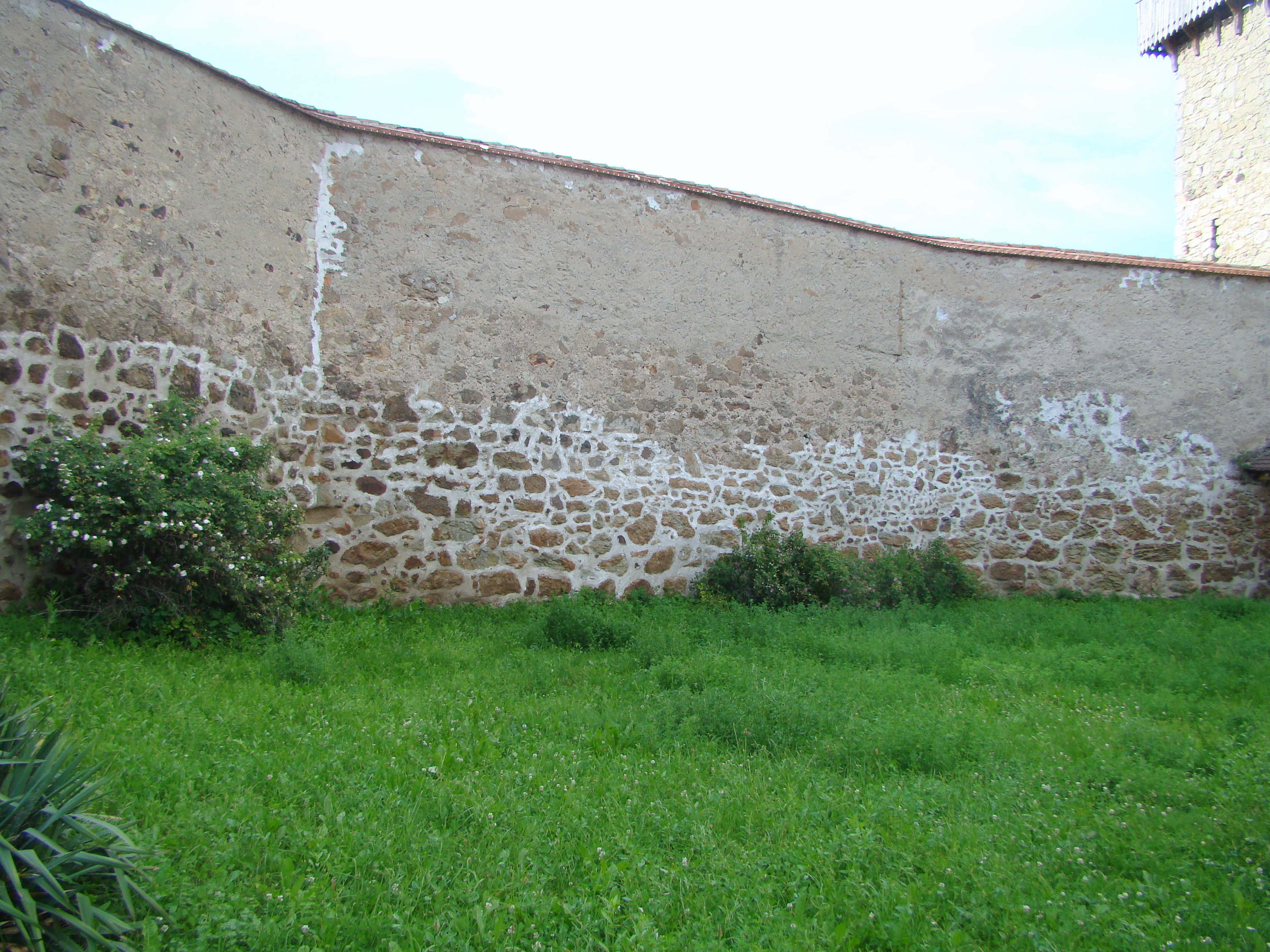
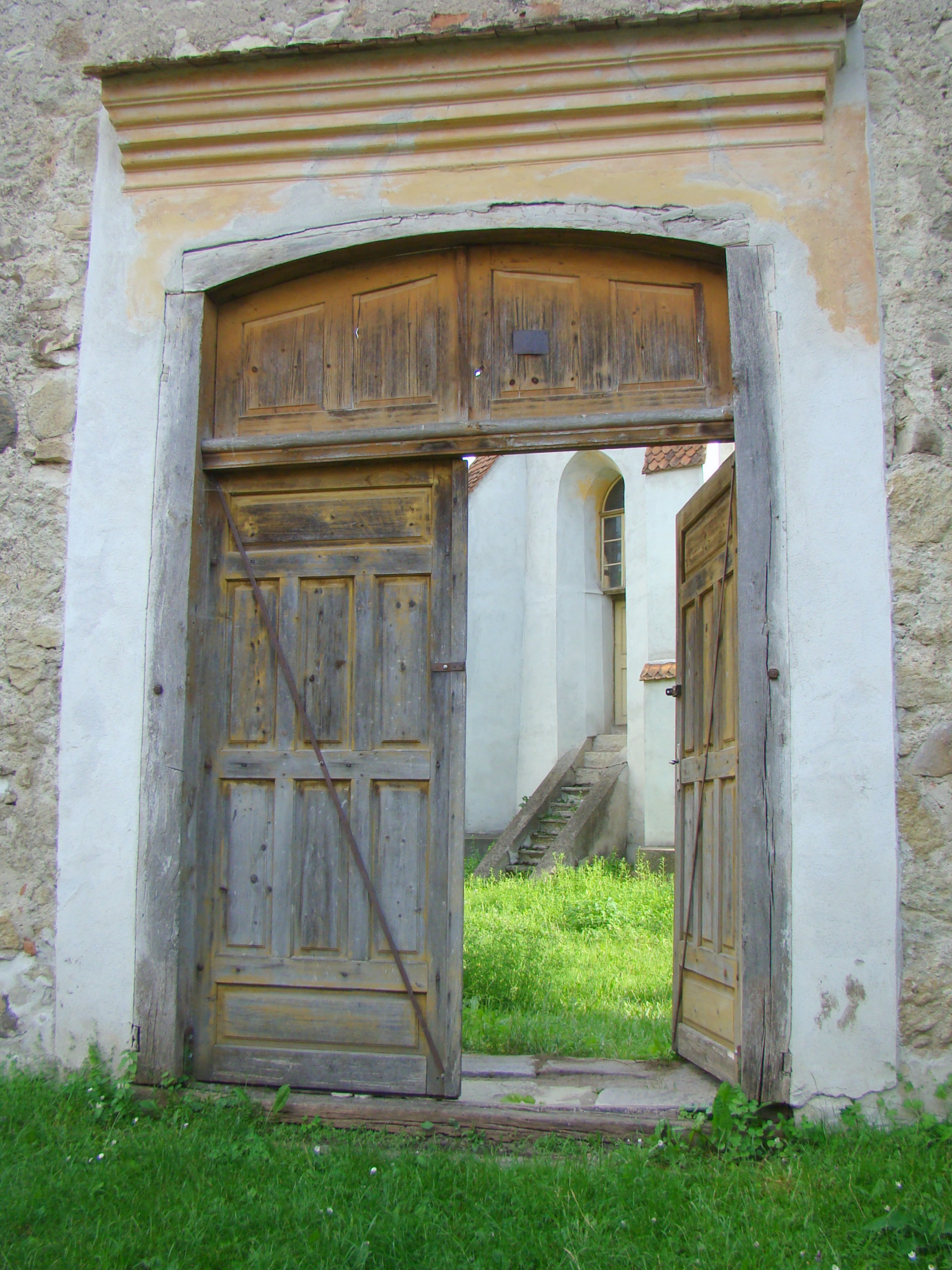
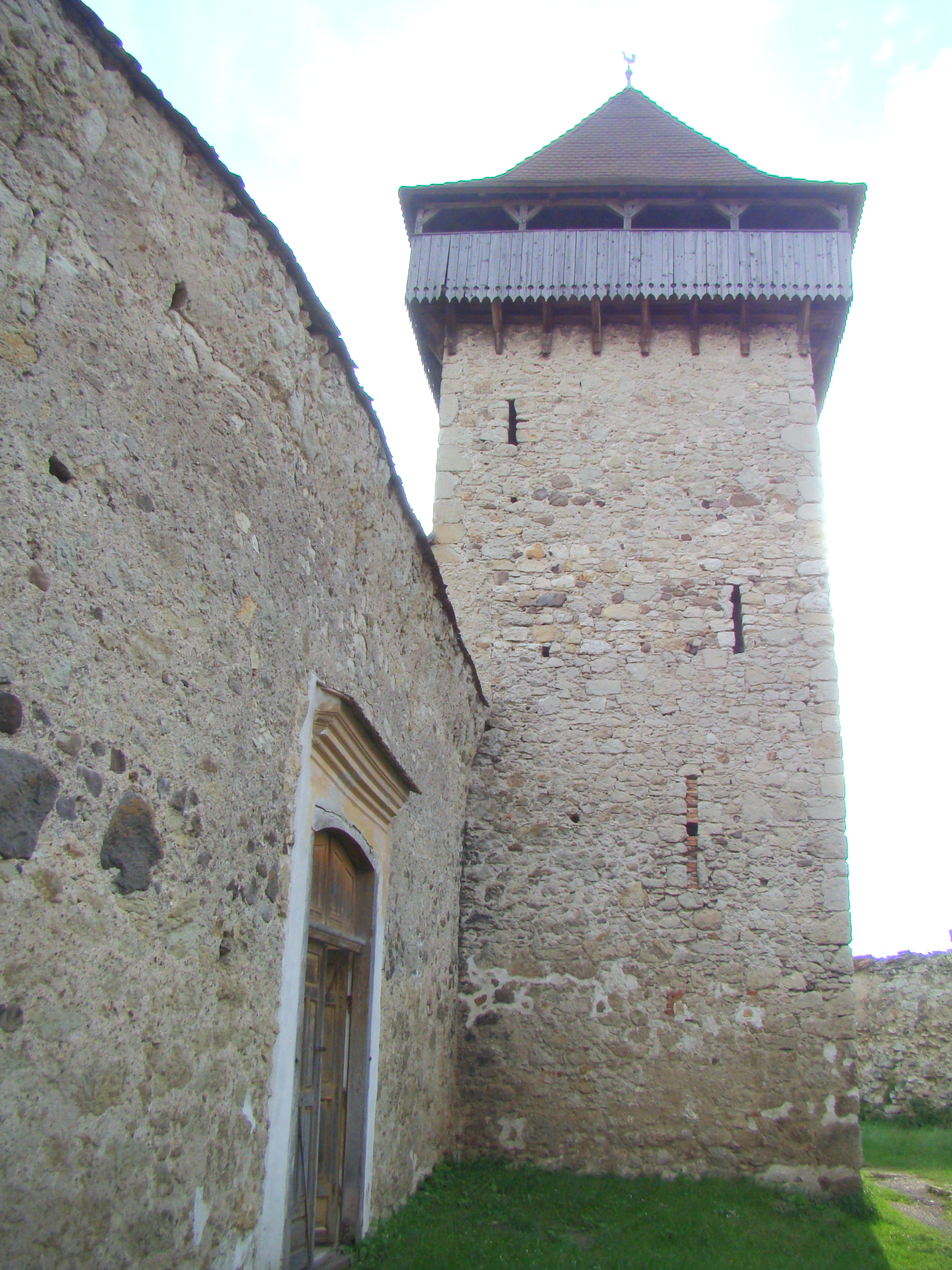
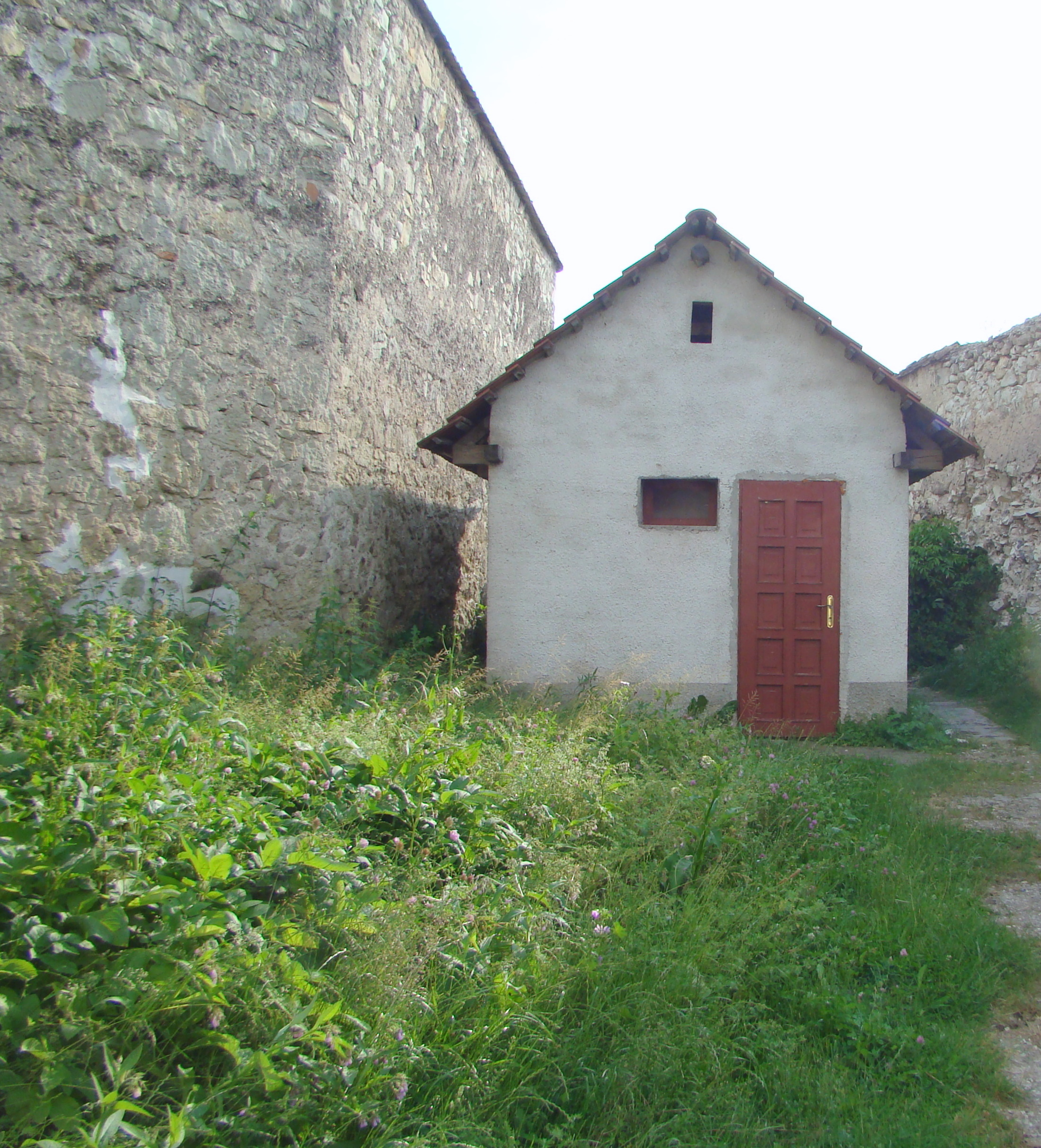
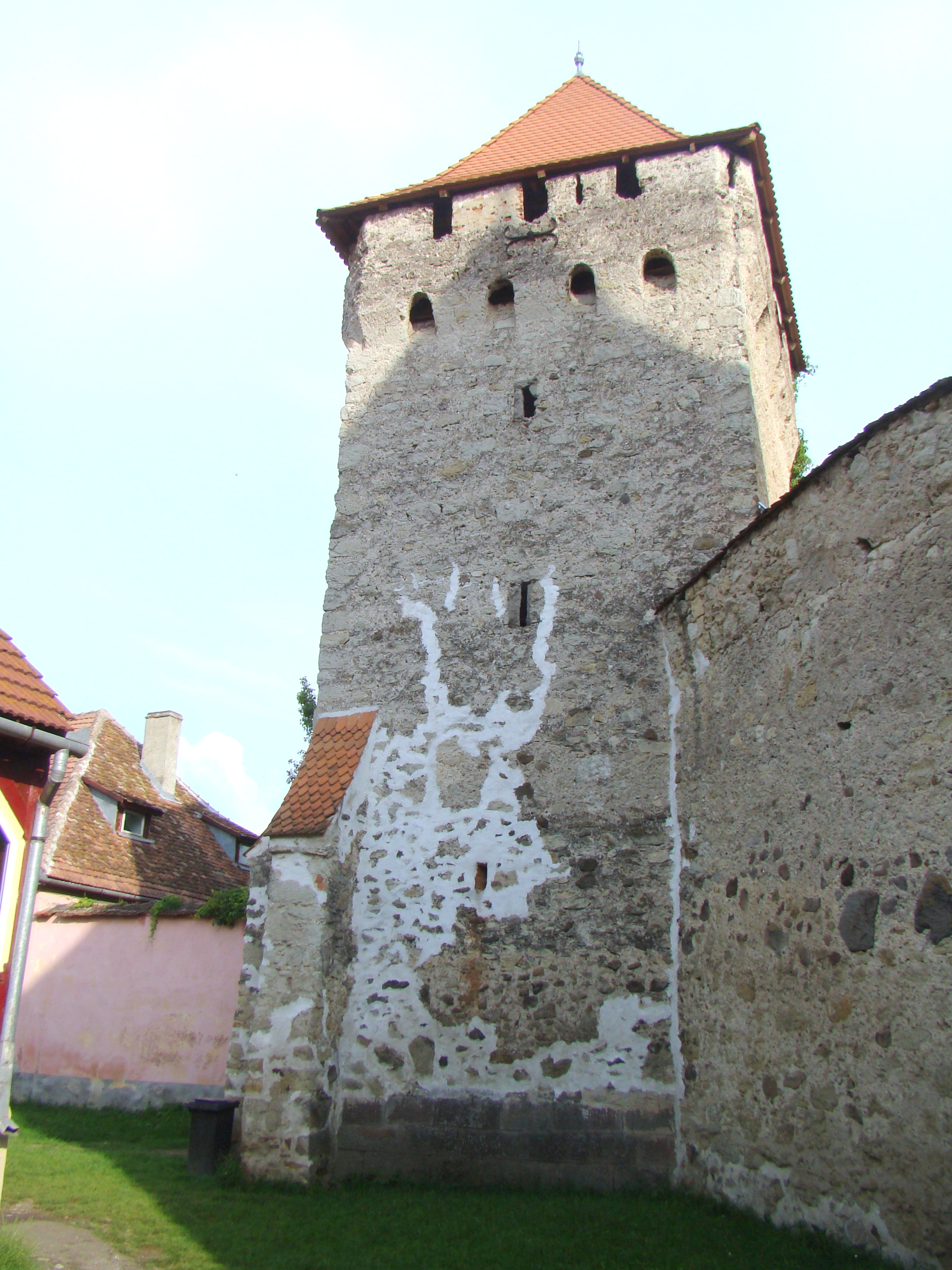
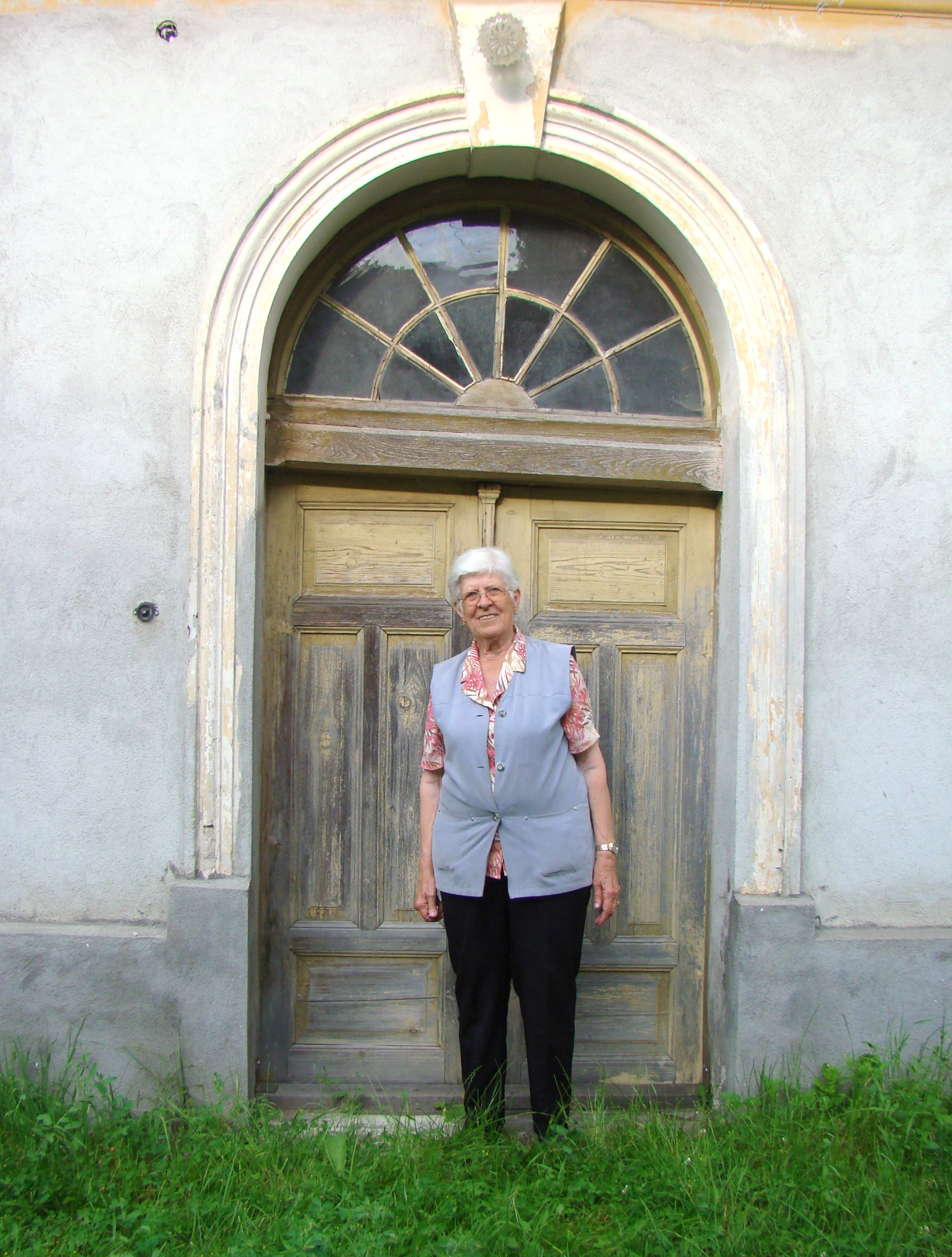
Curatorul bisericii evanghelice: Markus Anna

## Imagini din interior

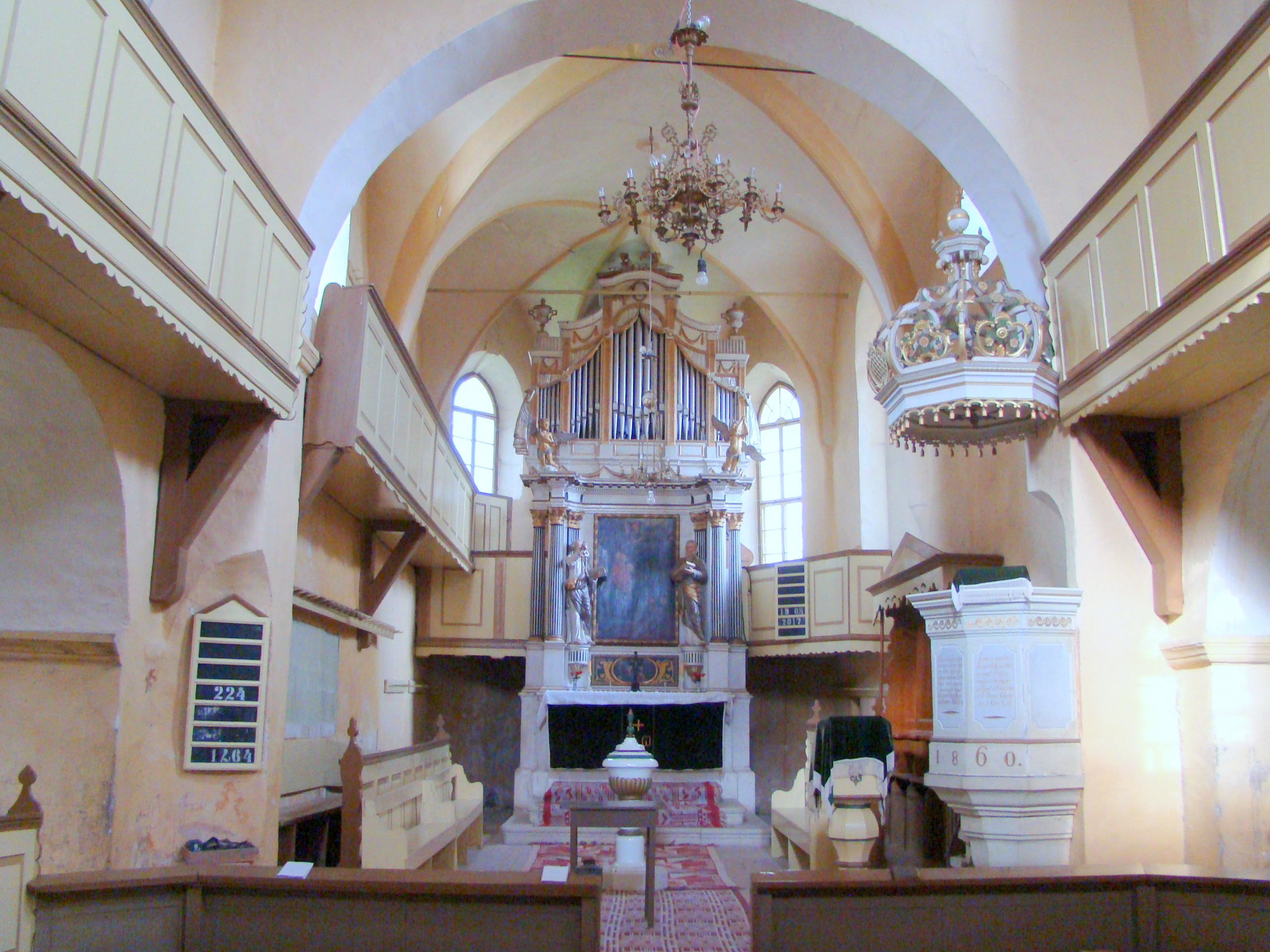
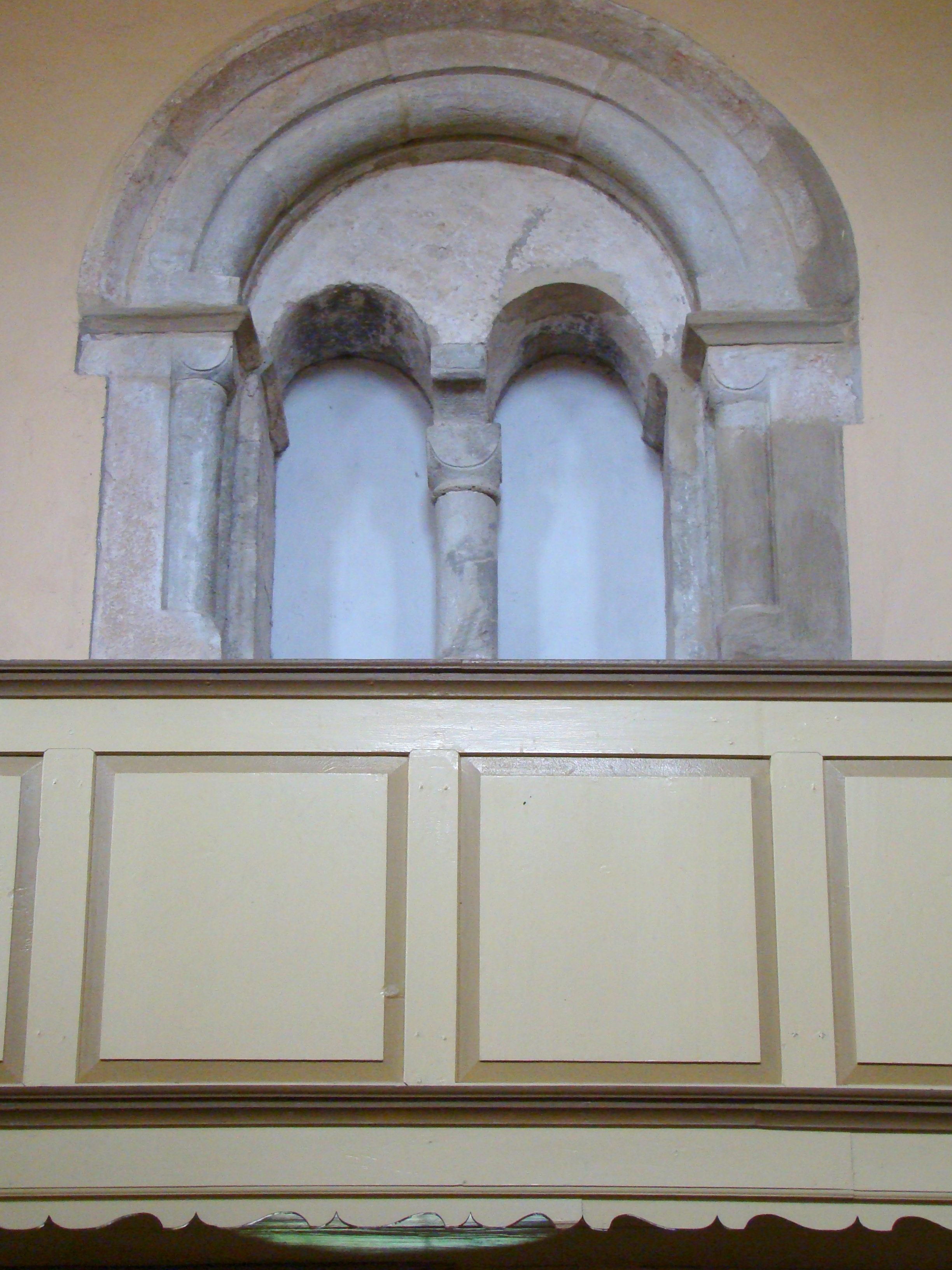
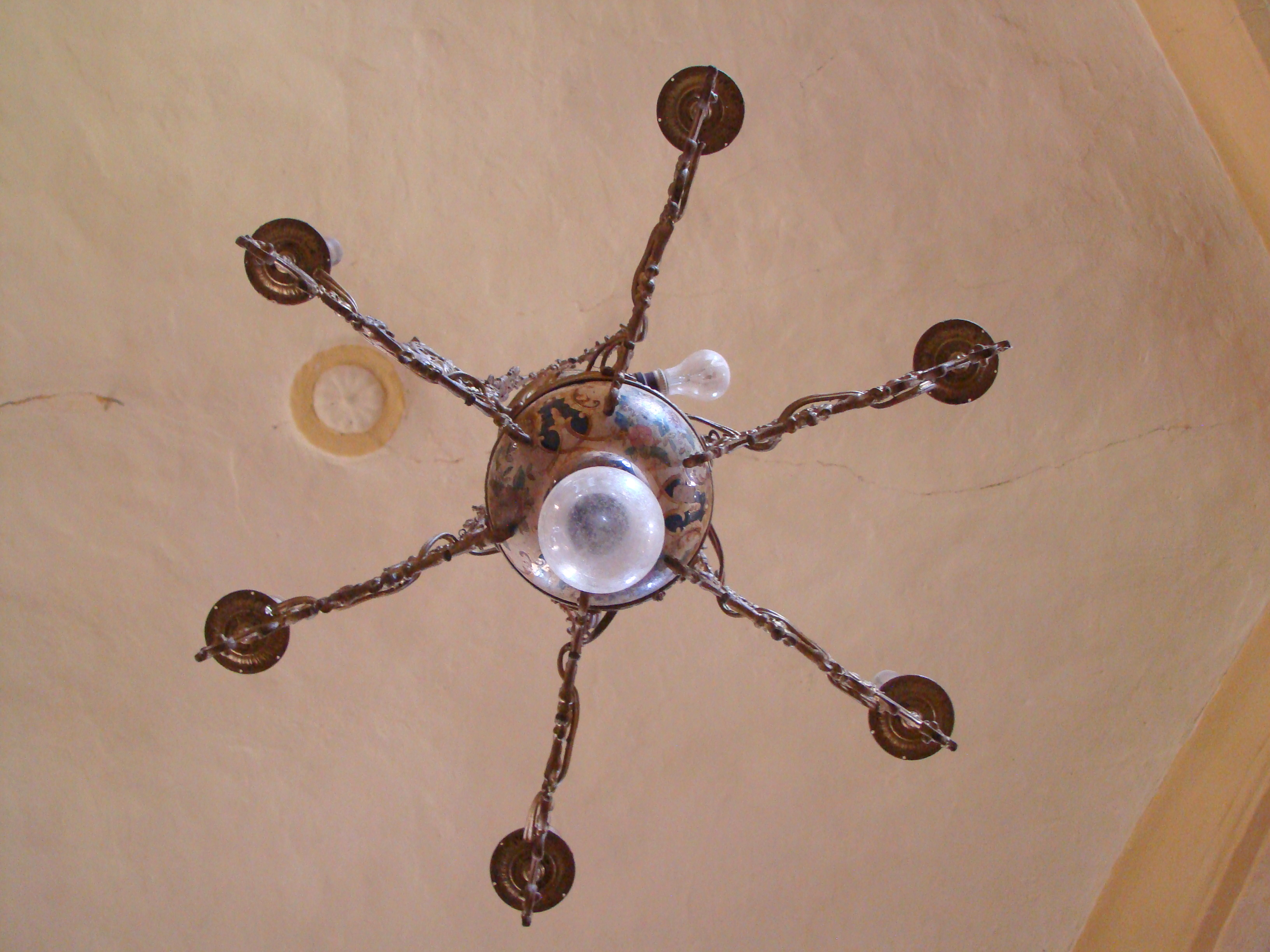
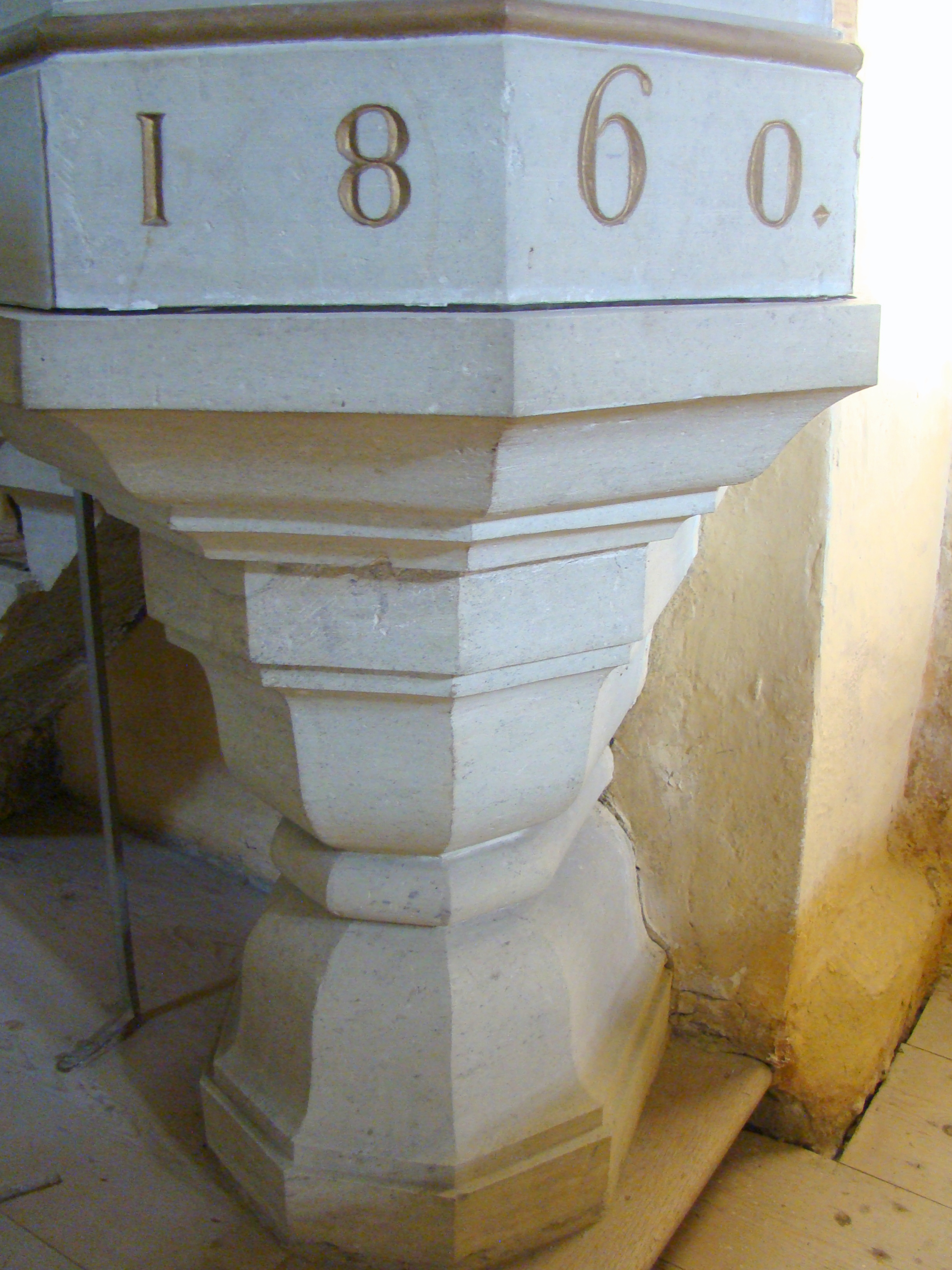
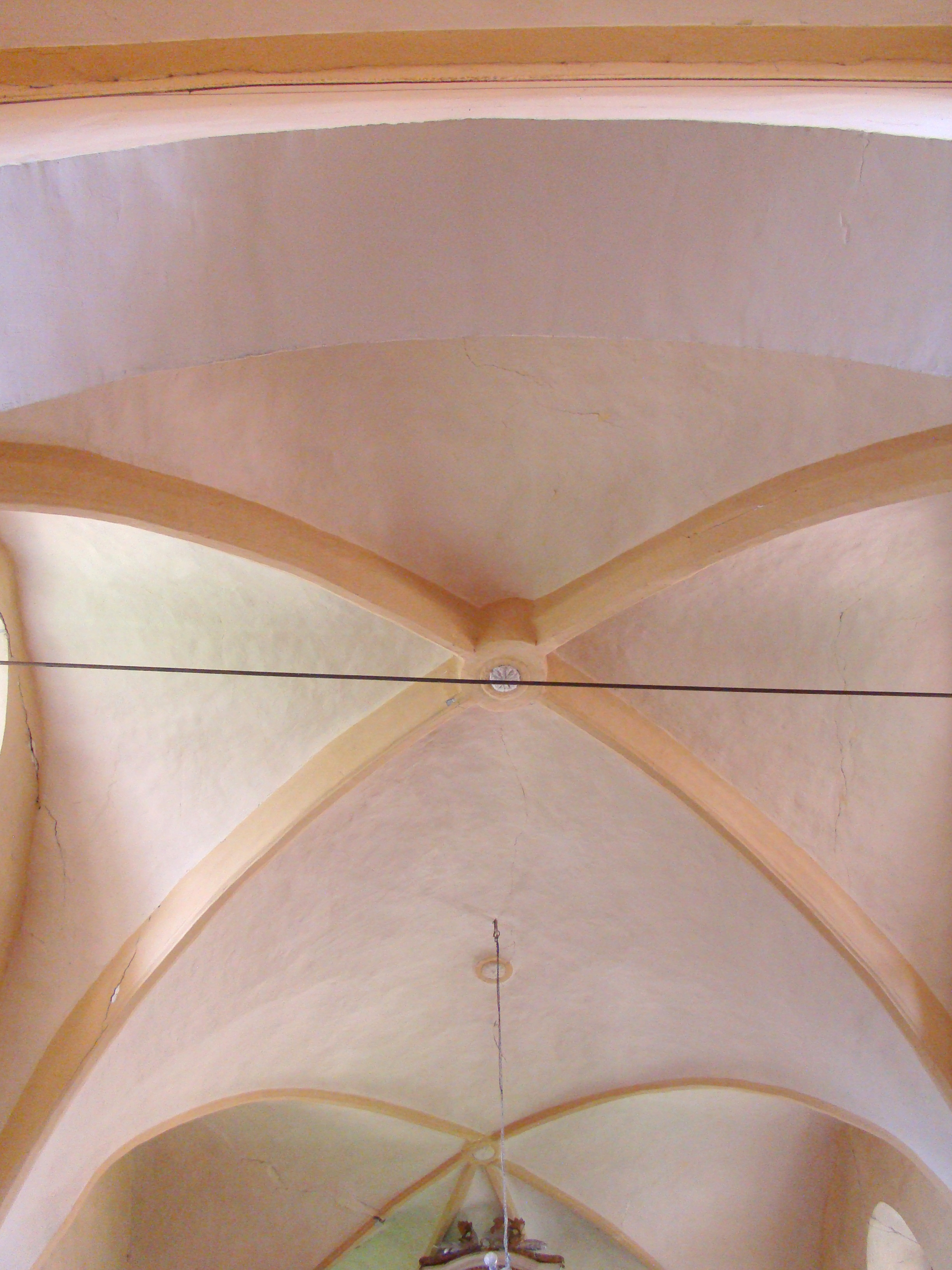
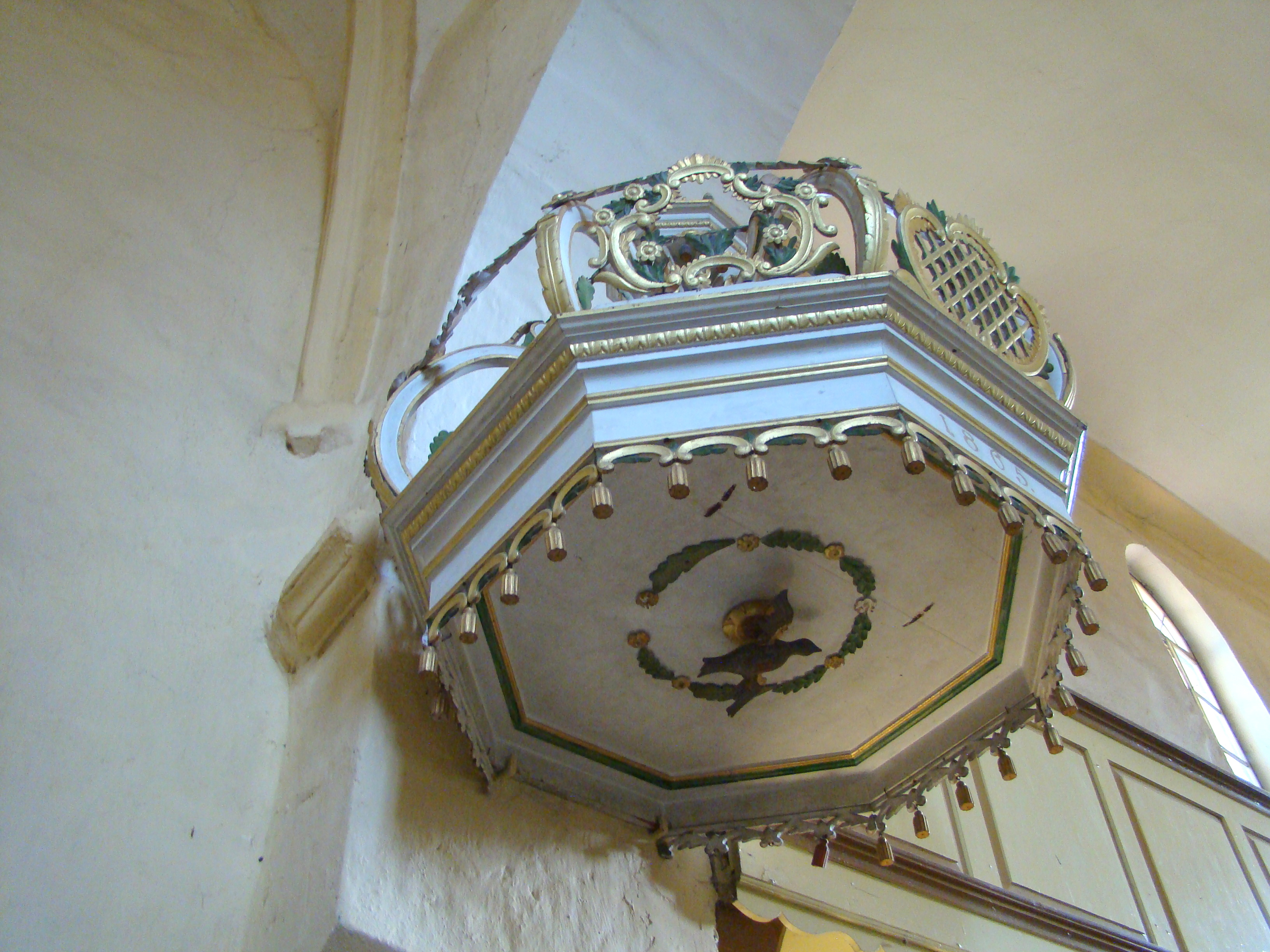
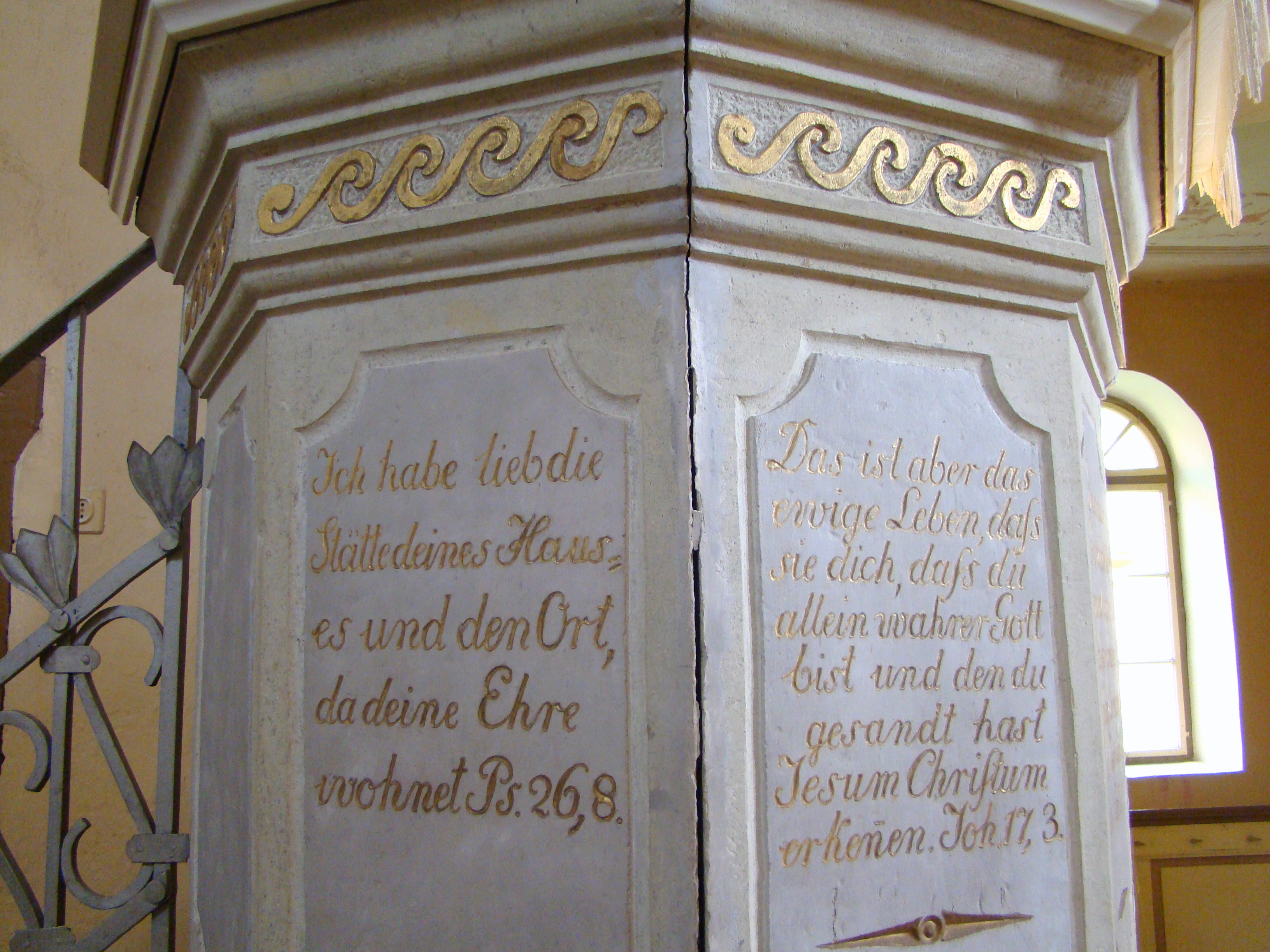
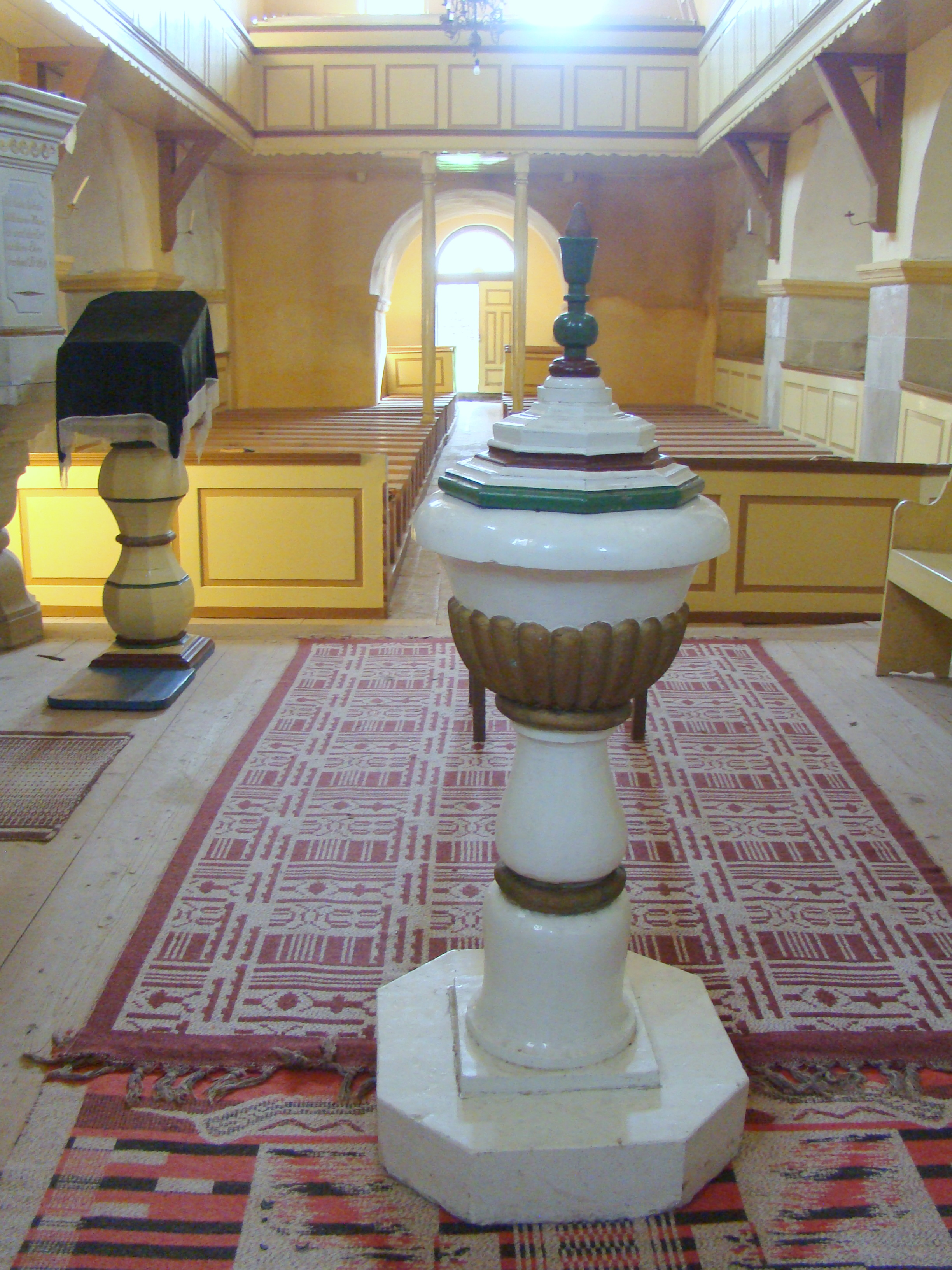
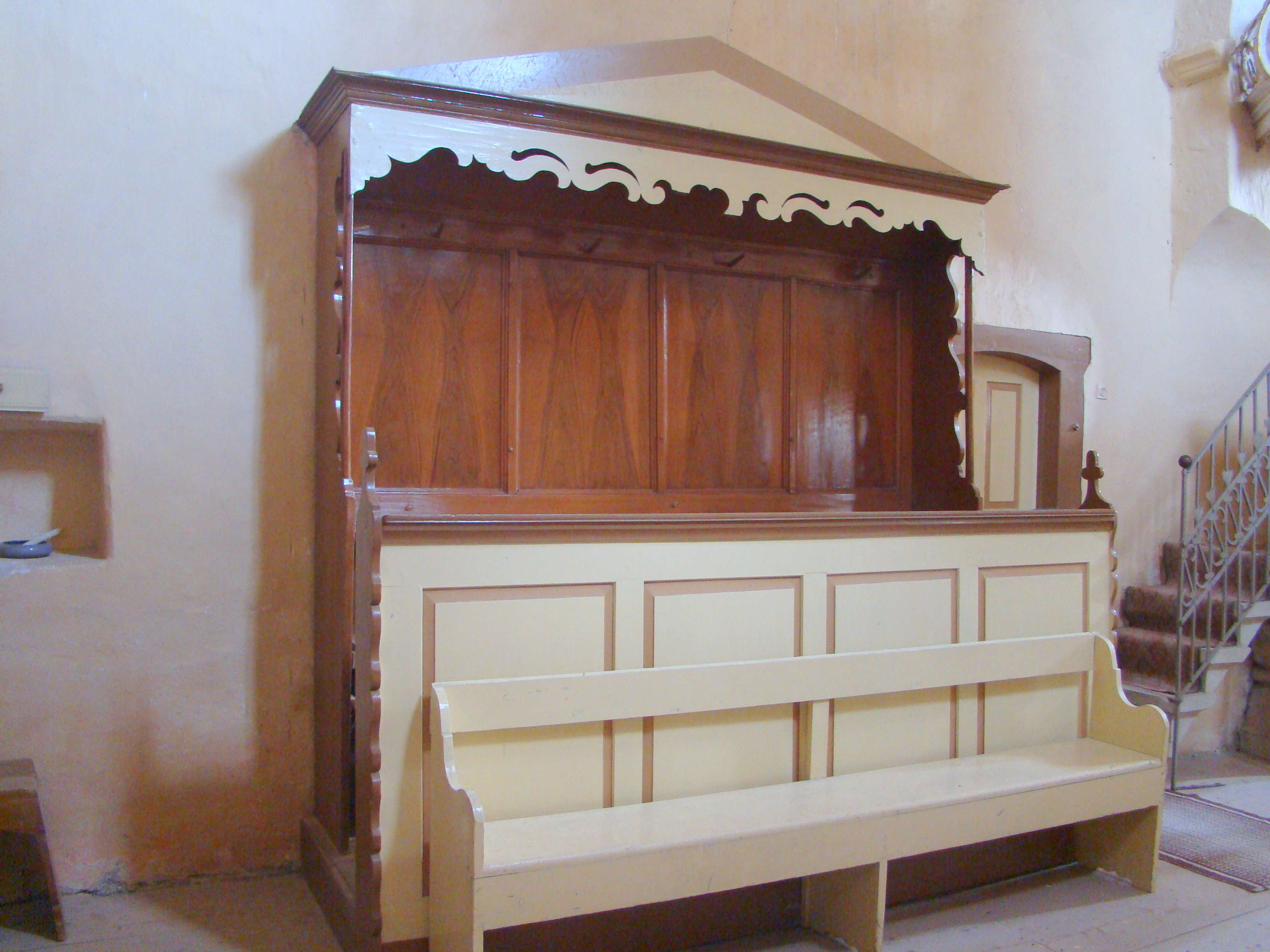
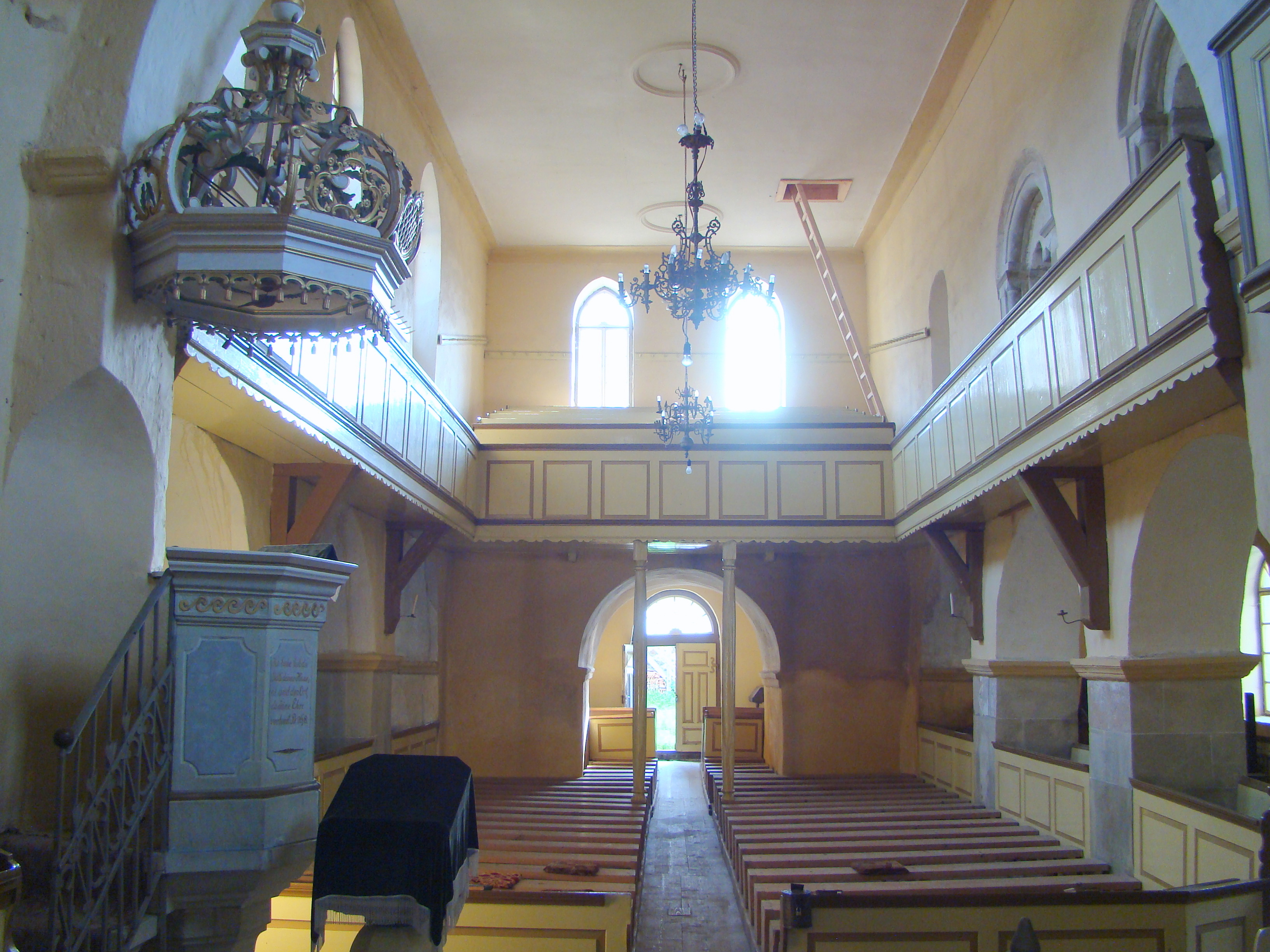
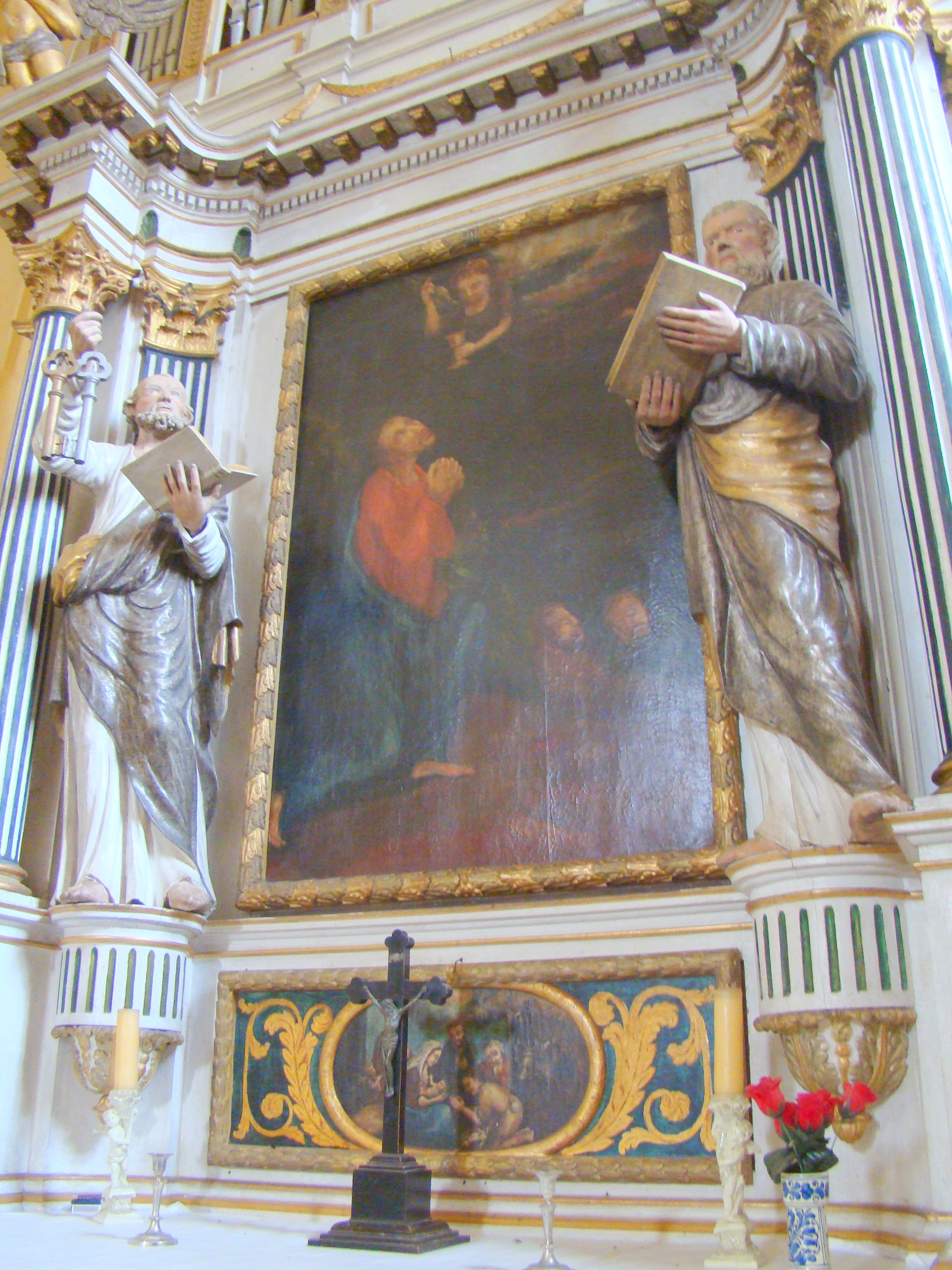
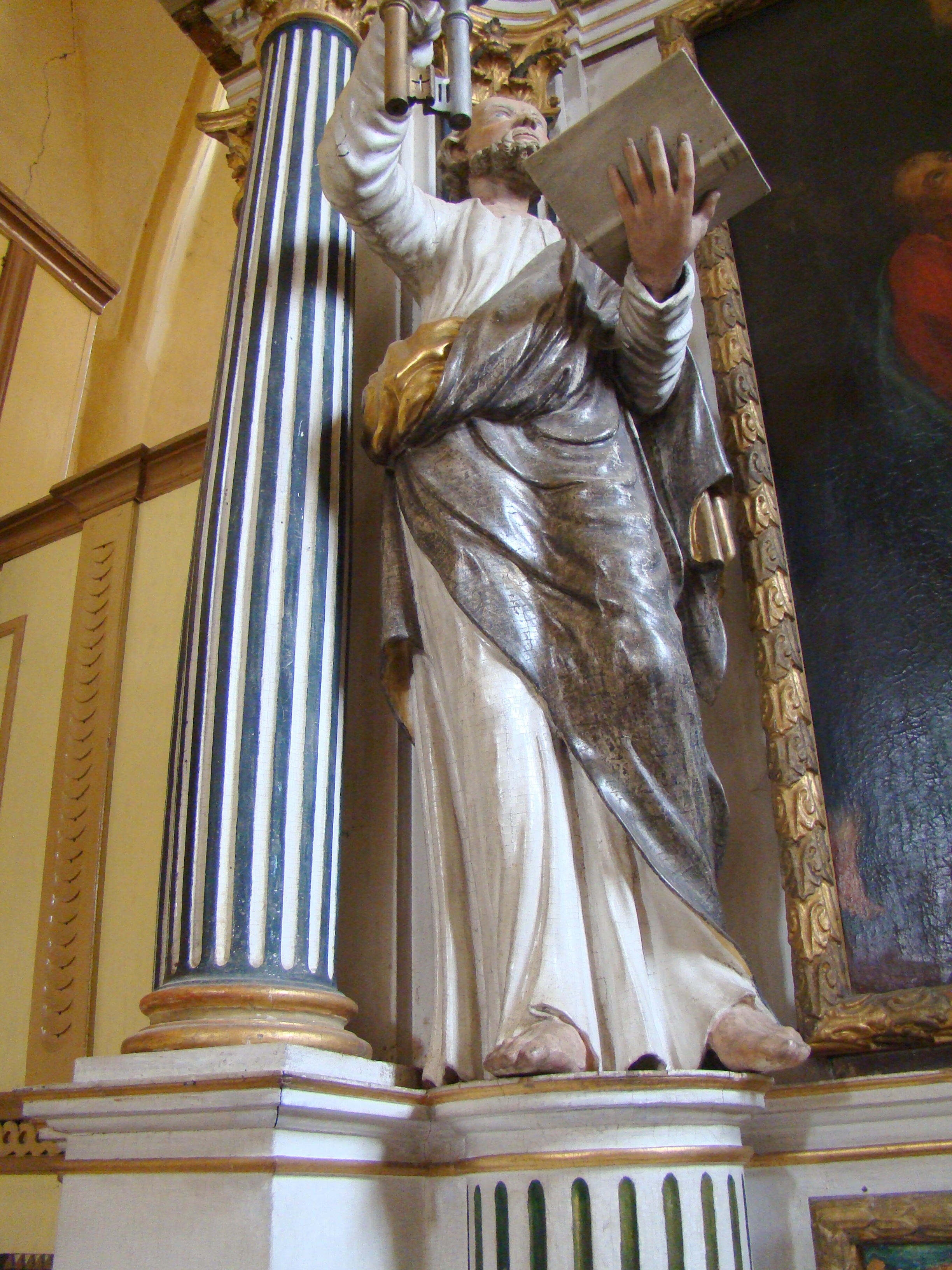
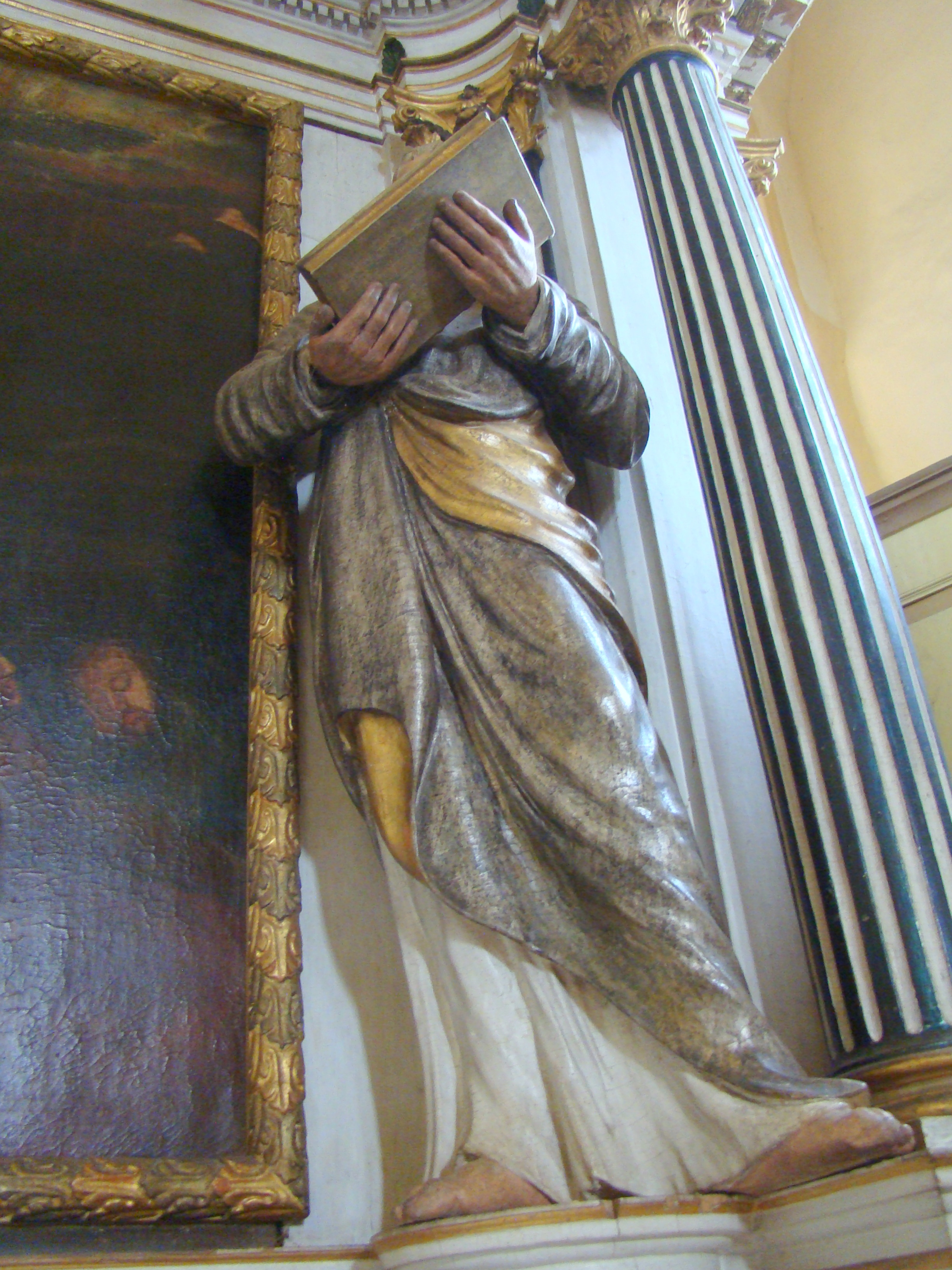
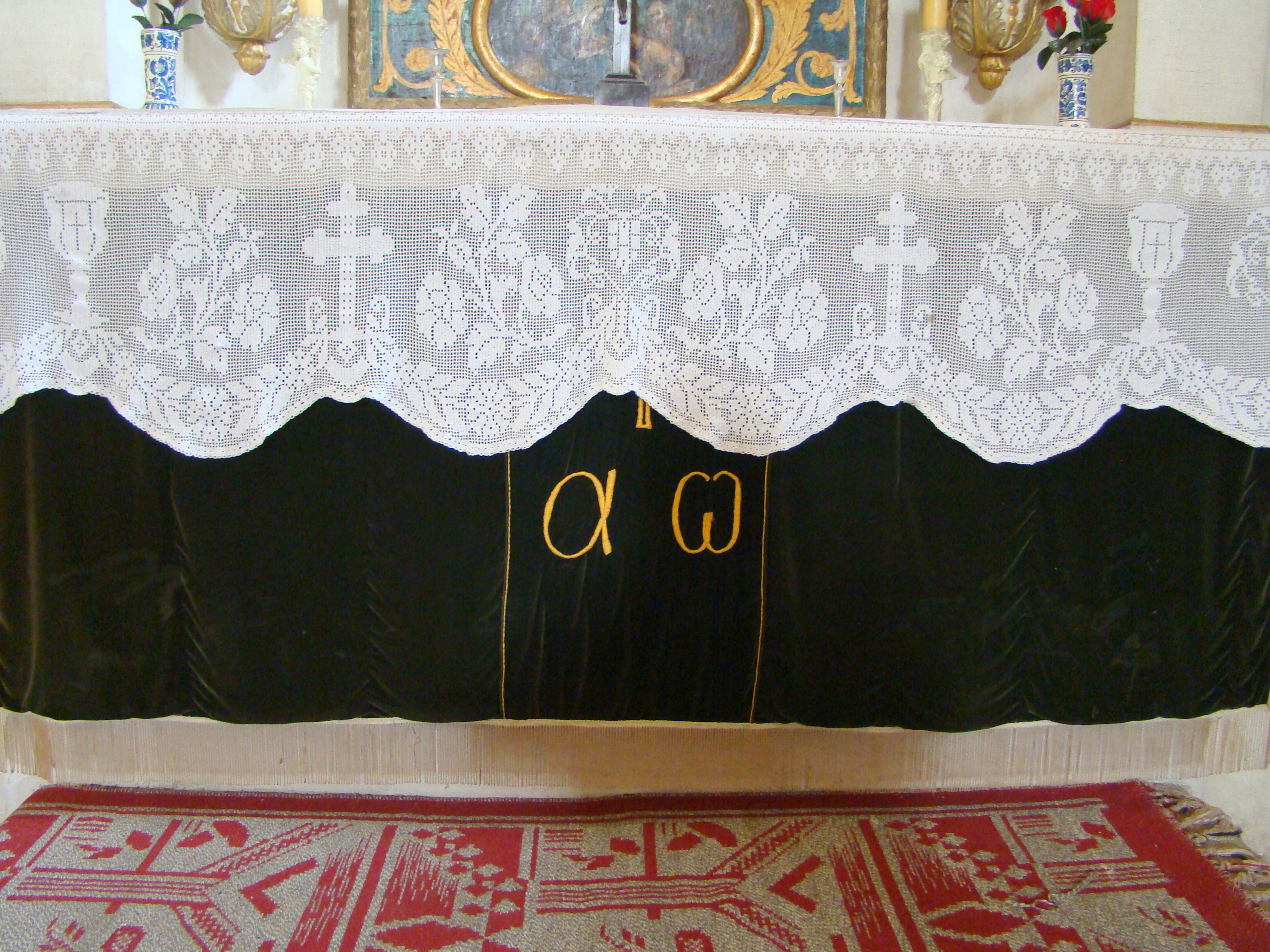
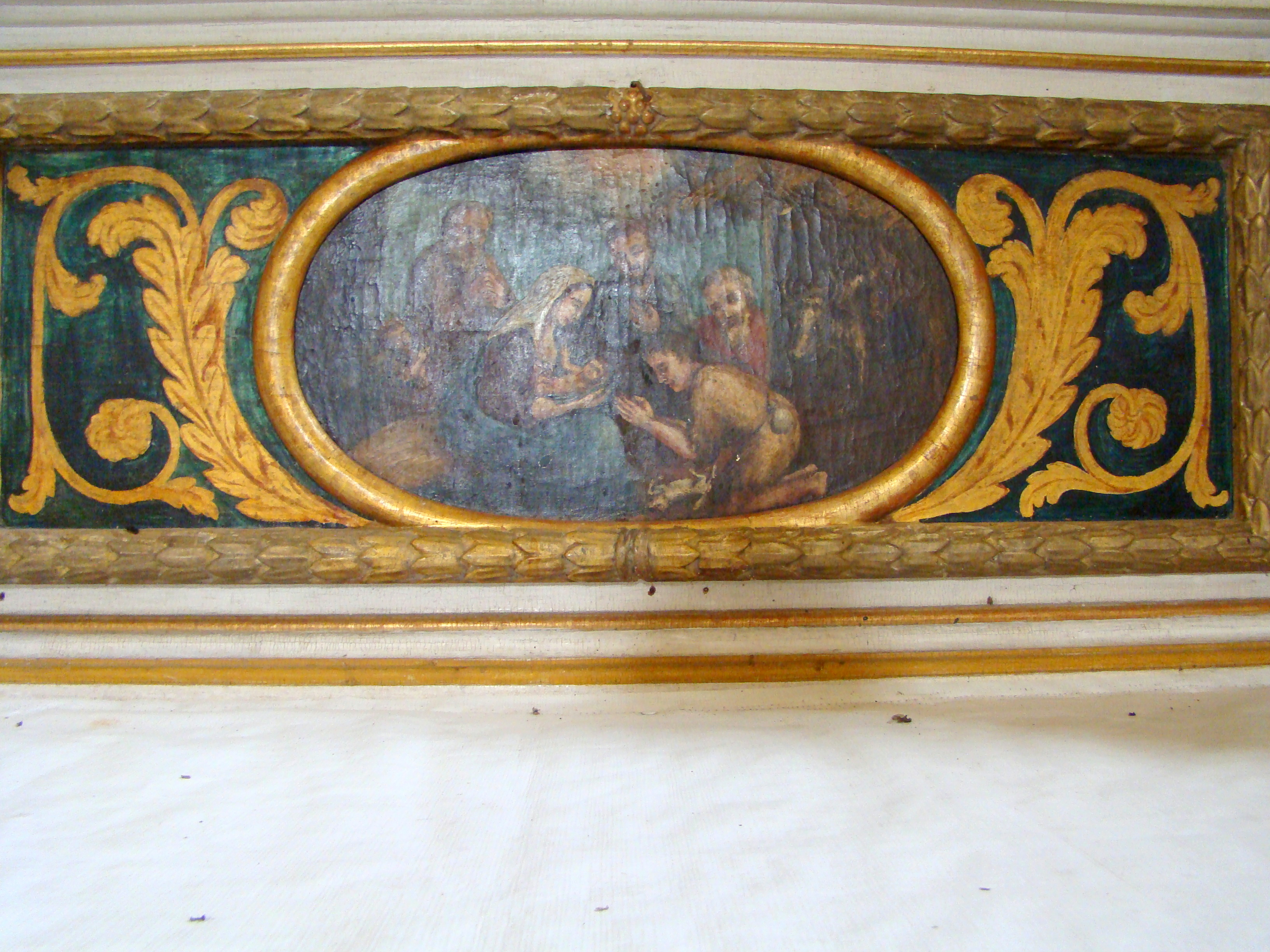
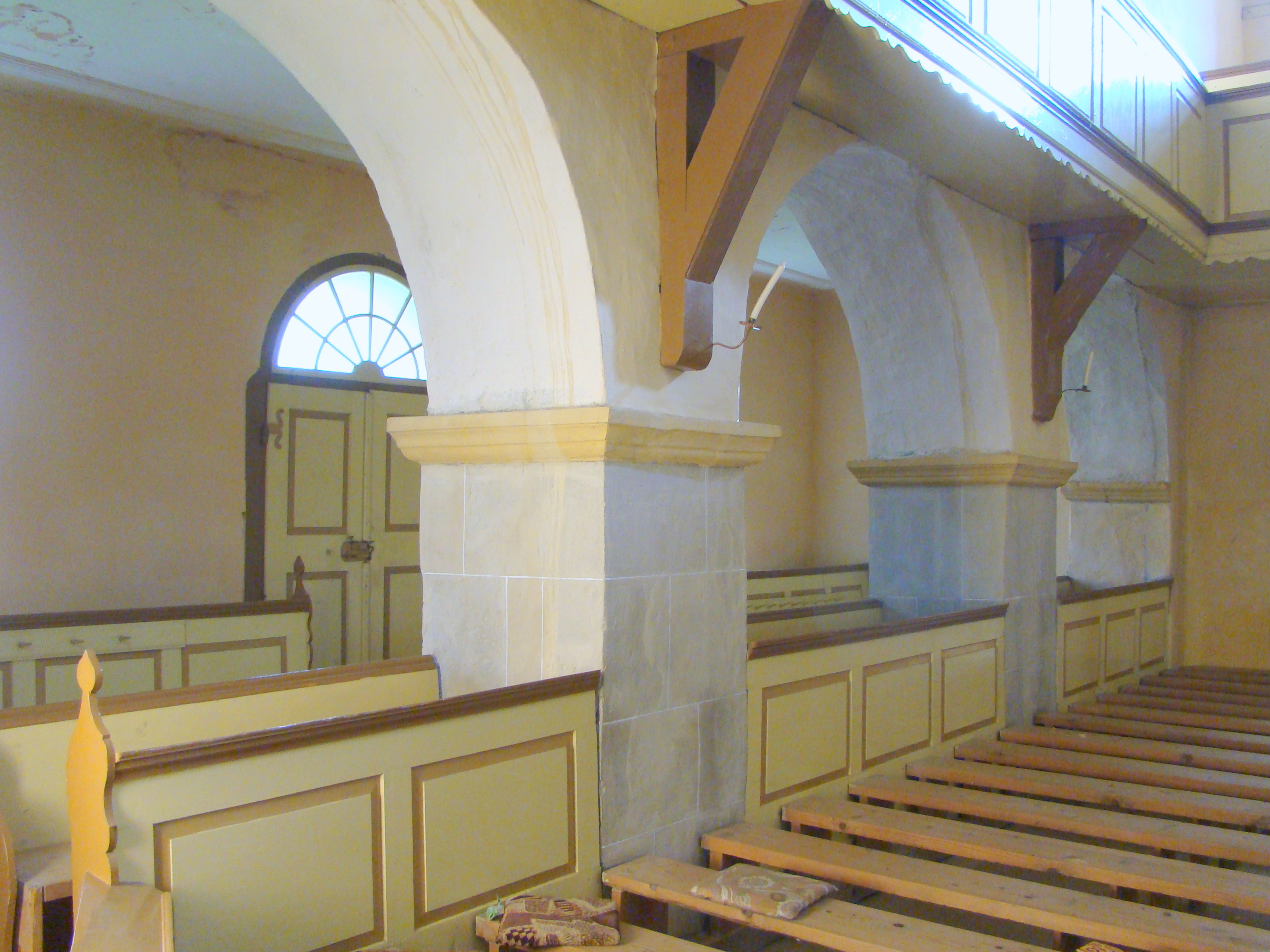
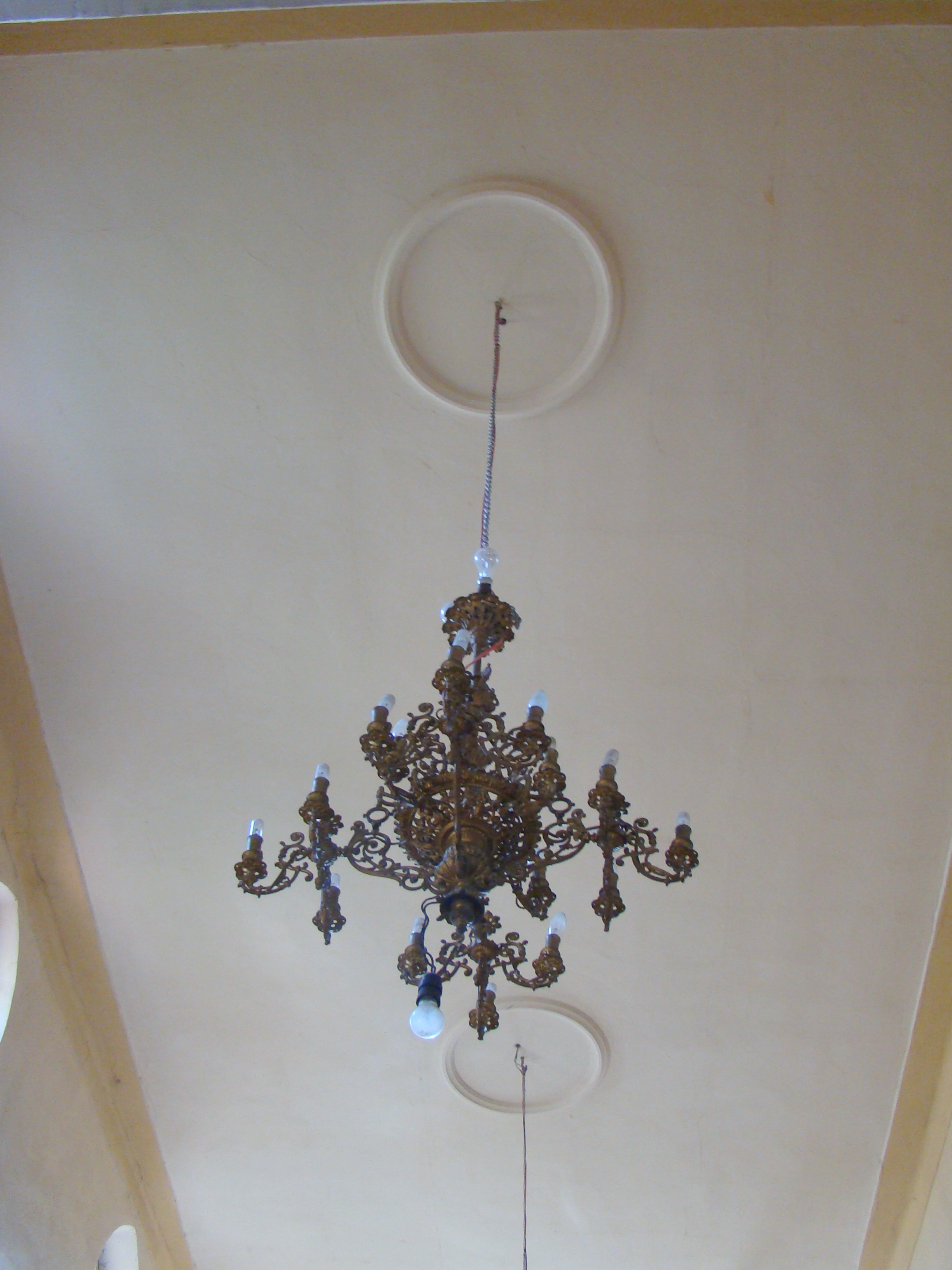
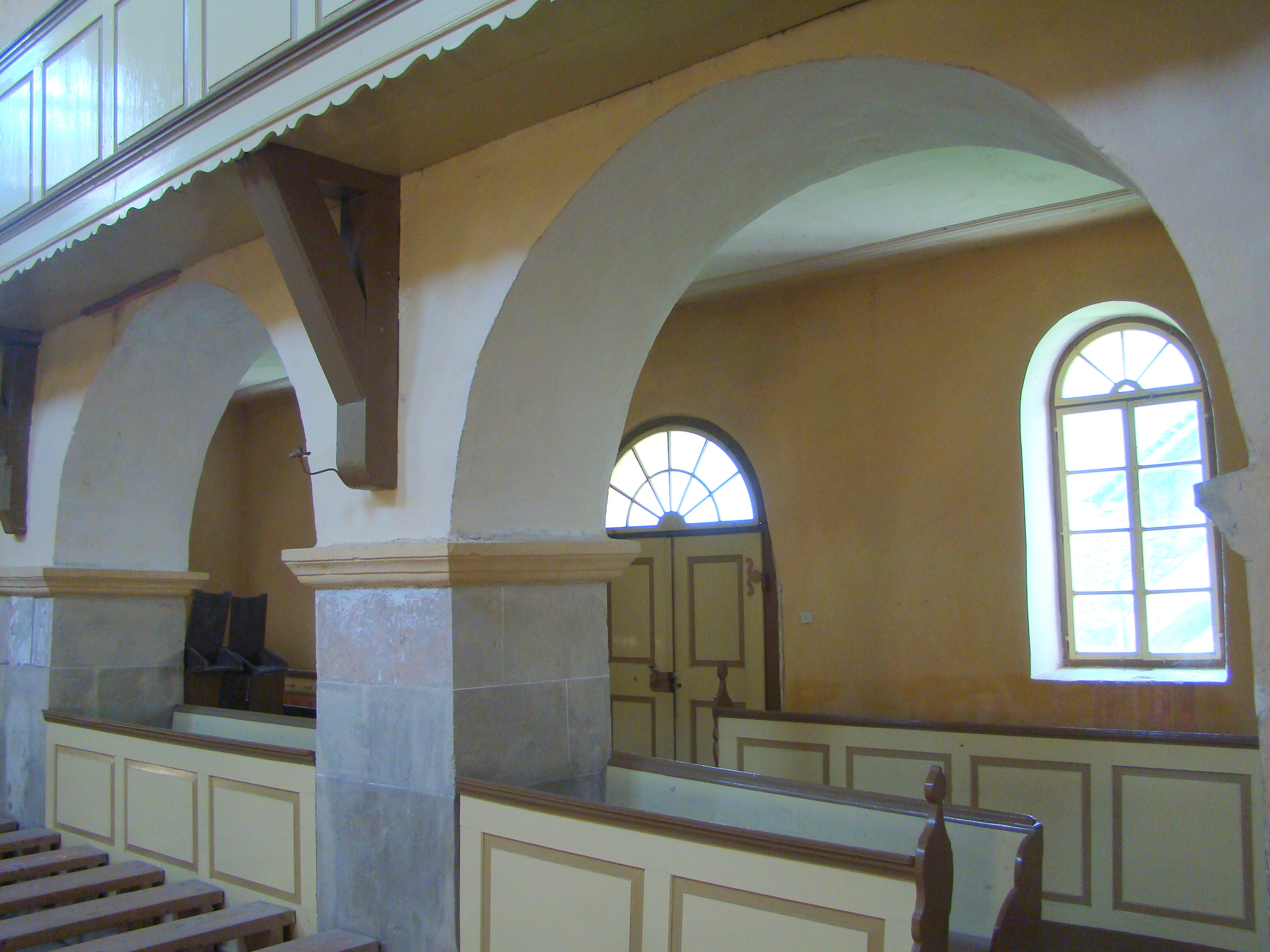
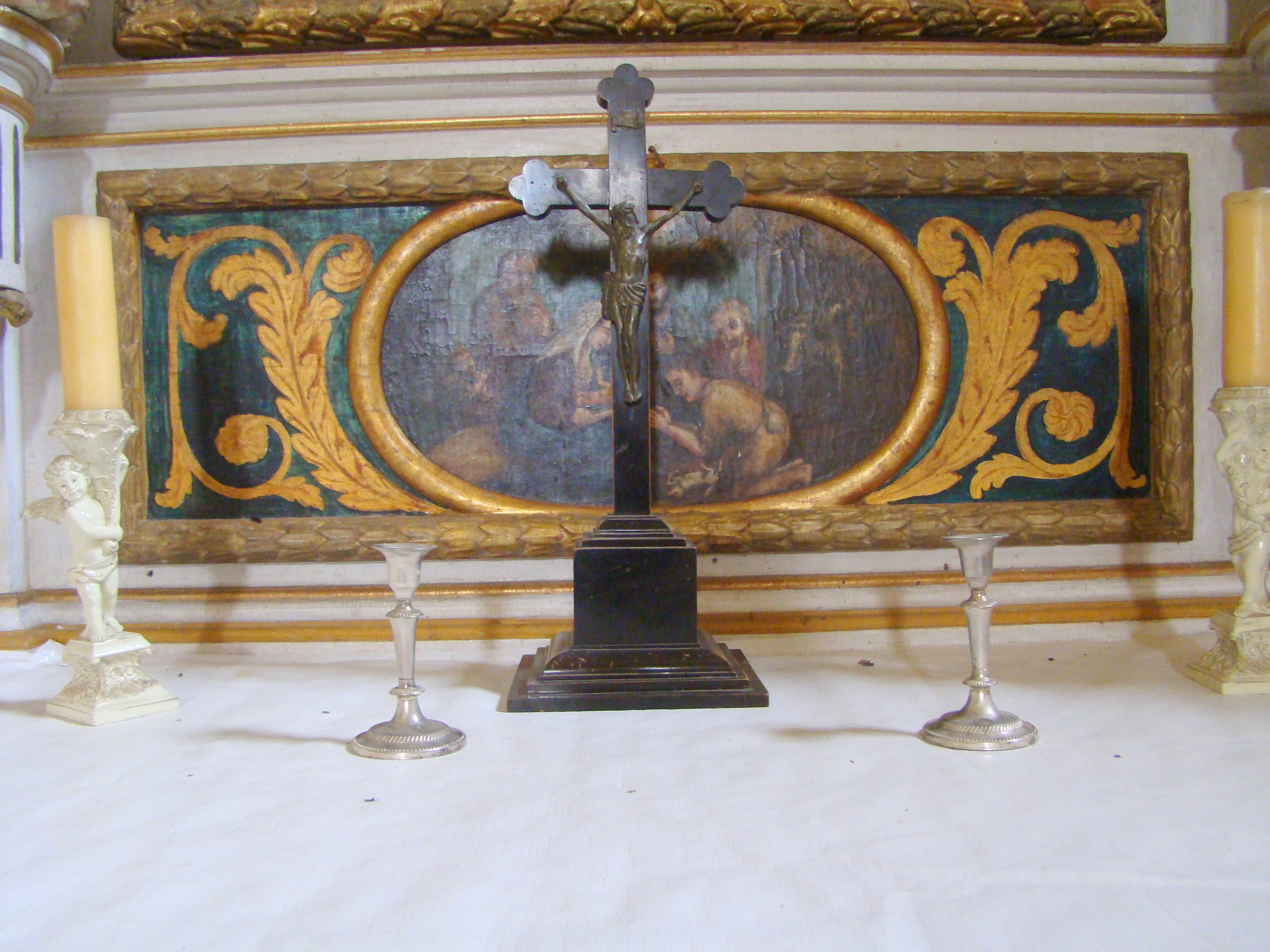
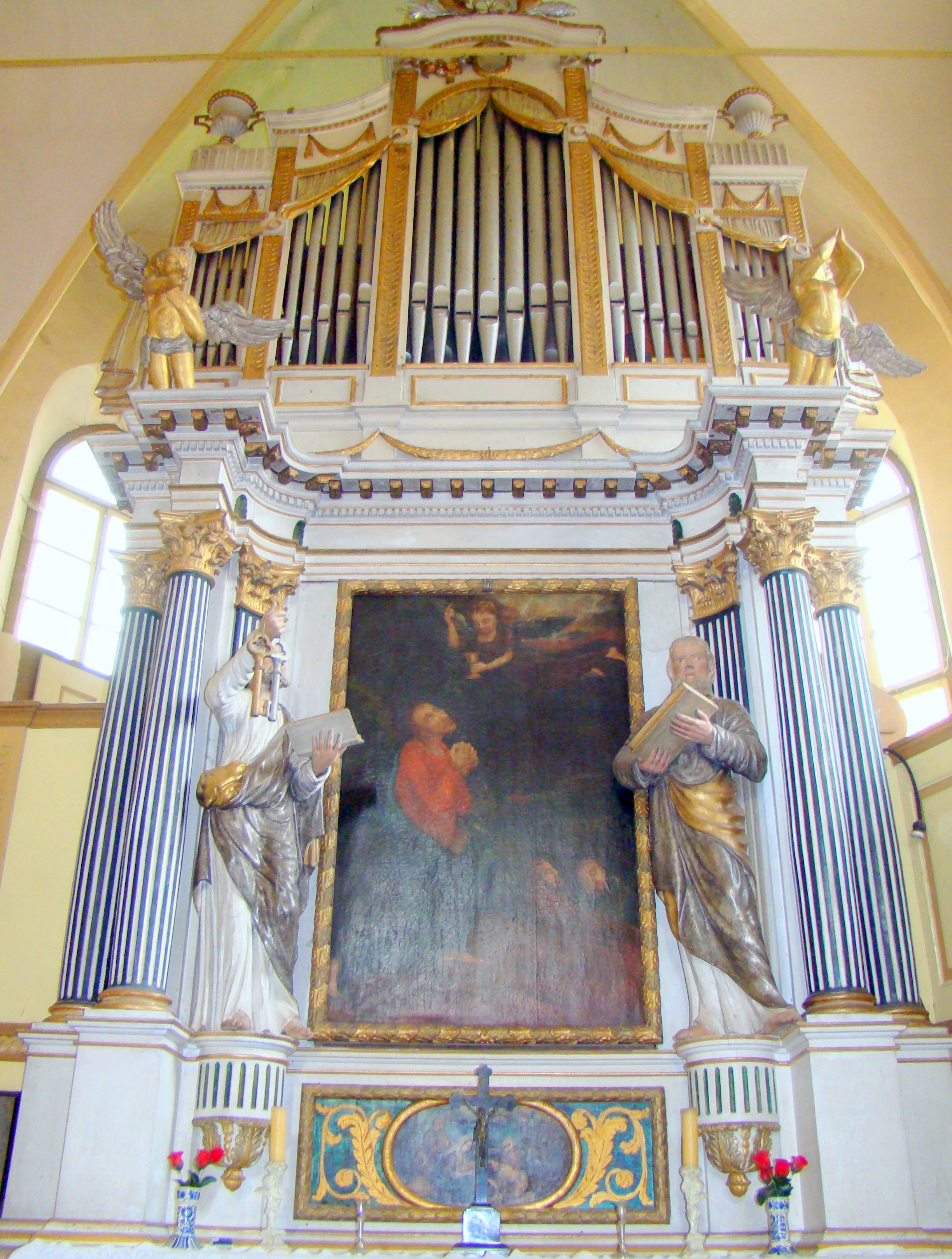